# Gemüsespargel
Gemüsespargel oder Gemeiner Spargel (Asparagus officinalis) ist eine Art der Gattung Spargel (Asparagus). Umgangssprachlich wird er meist kurz Spargel (mask.; in der Schweiz auch fem.) (über mittellateinisch sparagus und lateinisch asparagus von griechisch aspáragos) genannt. Gegessen werden die jungen Triebe (griechisch bzw. attisch asp(h)áragos, „junger Trieb“, von spargáein, „strotzen, geschwellt sein, mit jungem Trieb sprießen“).
Die Heimat des Gemüsespargels sind die warmen und gemäßigten Regionen Süd- und Mitteleuropas, Nordafrikas und Vorderasiens, besonders an Flussufern. Er wird in mehreren Cultivaren als Gemüsepflanze kultiviert.

## Beschreibung

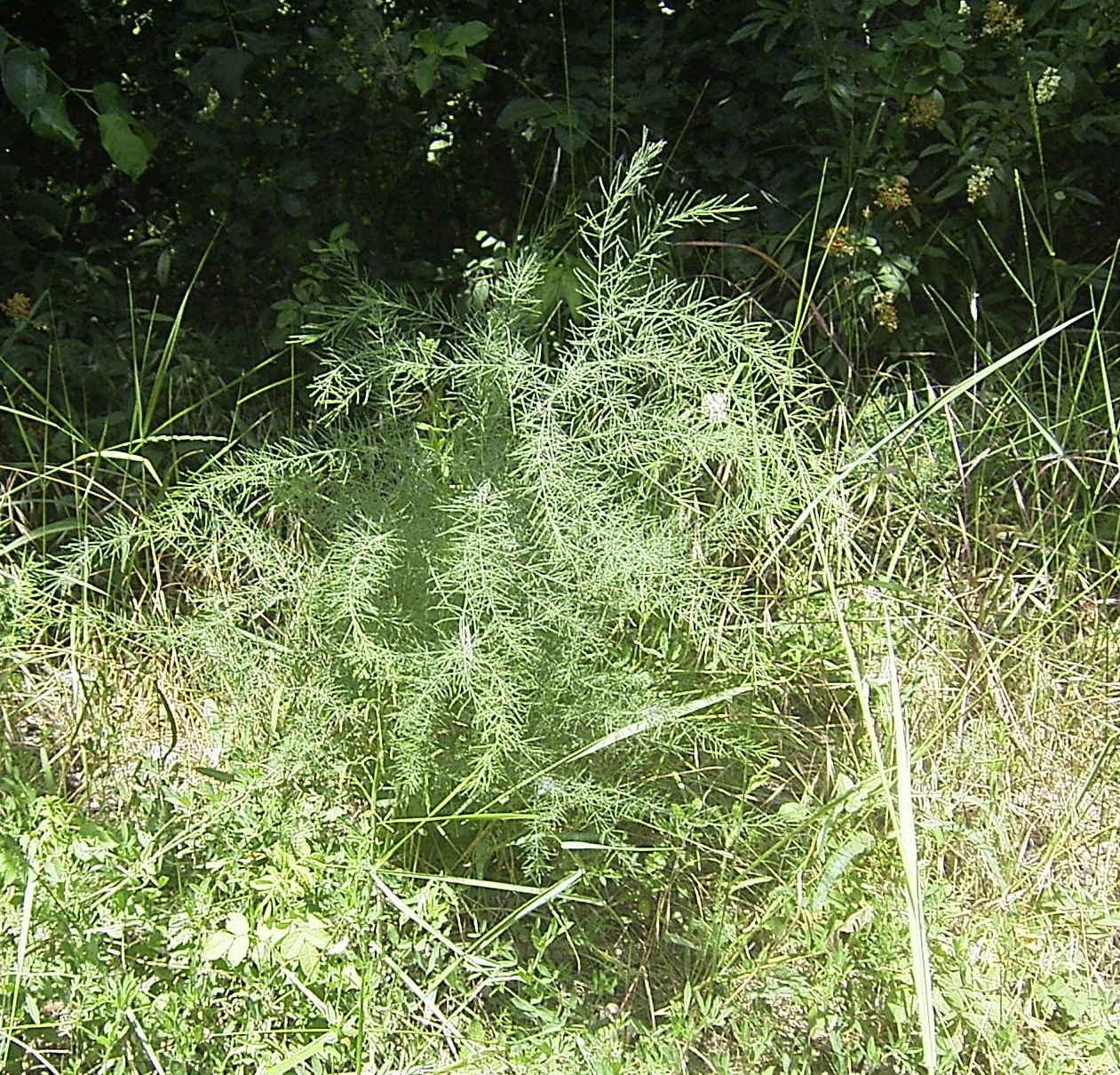
Wildwachsender Spargel

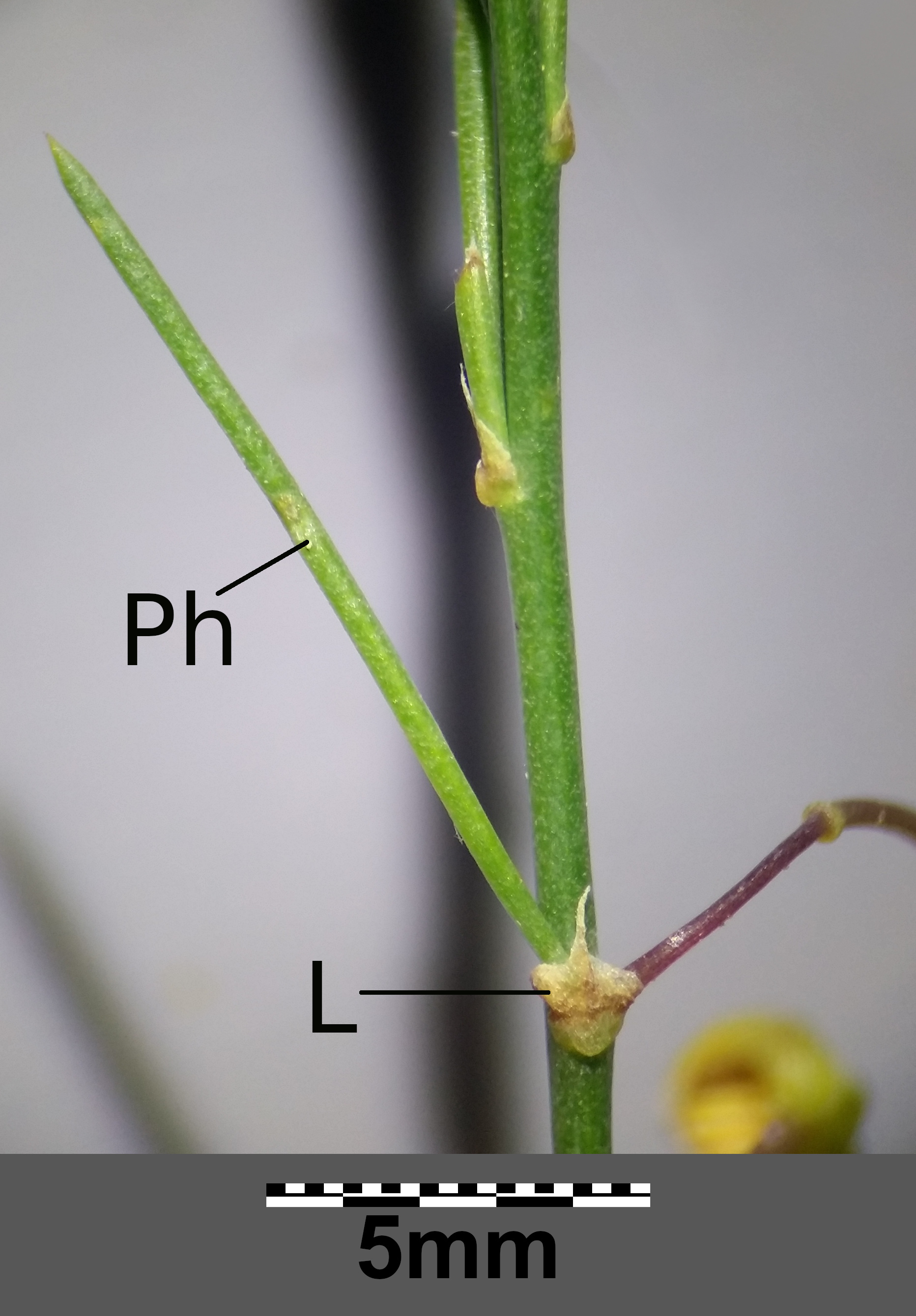
Stängel mit schuppenförmigen Laubblättern (L) und Phyllokladien (Ph)

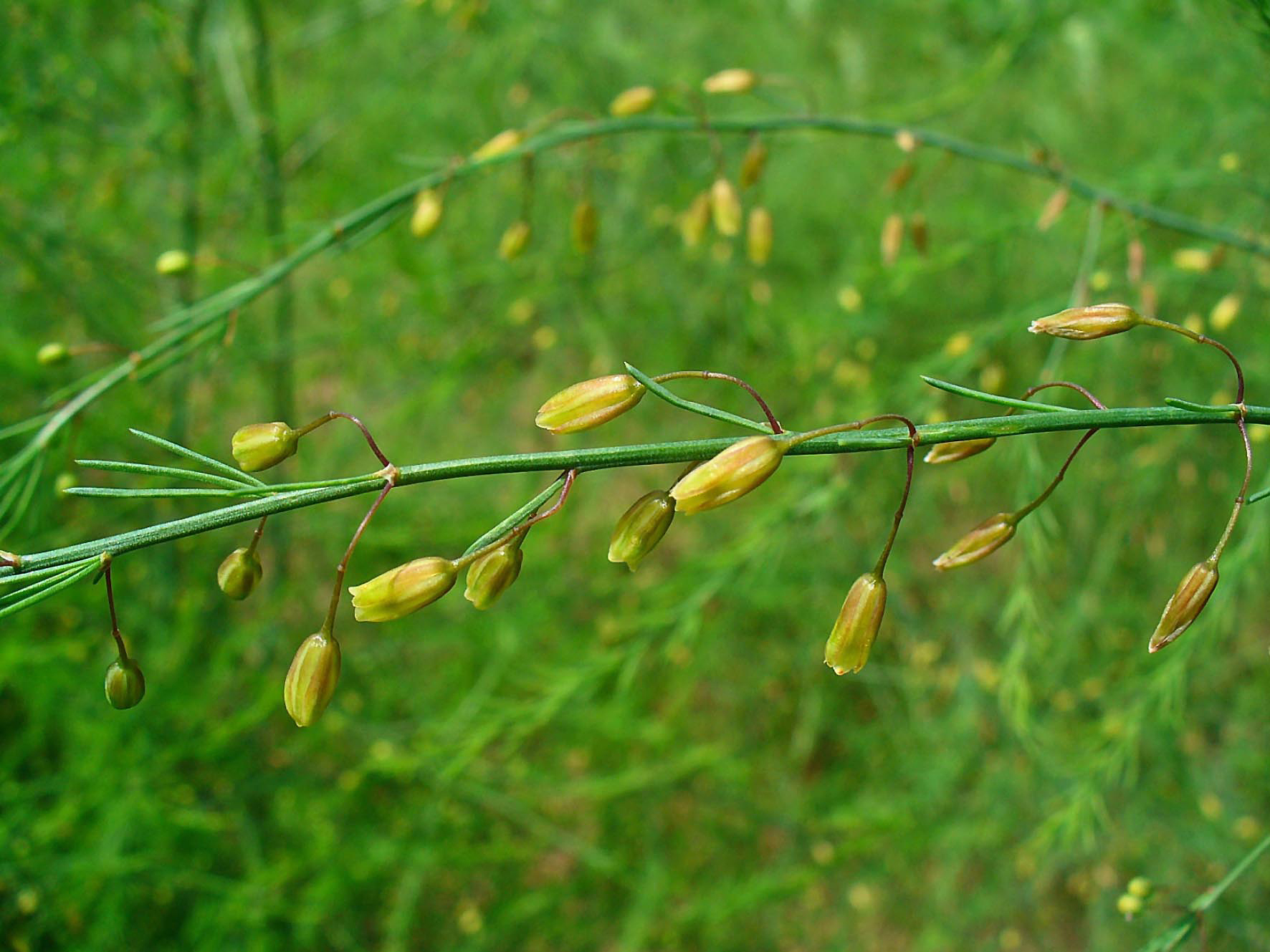
Blütenstand

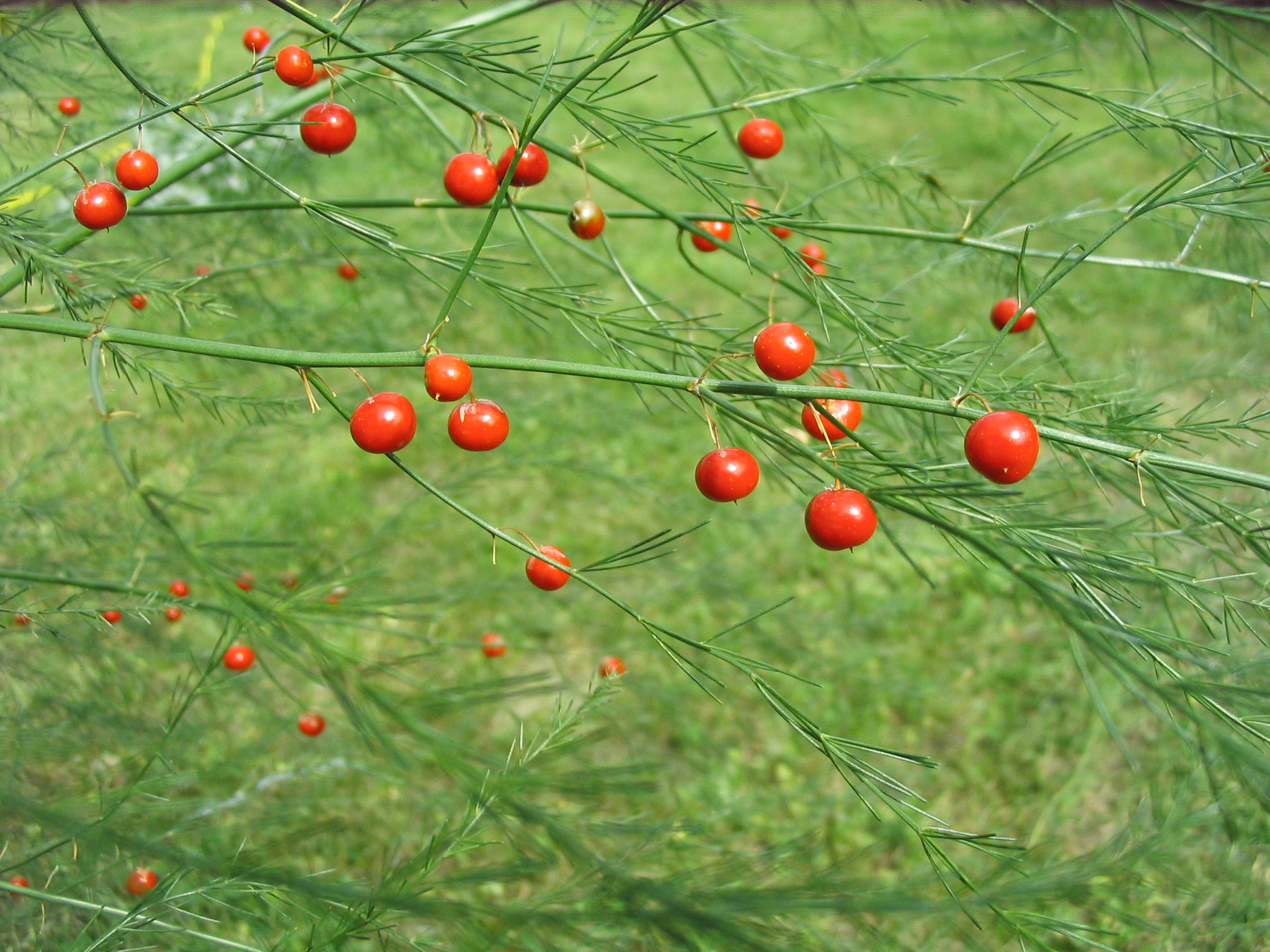
Früchte

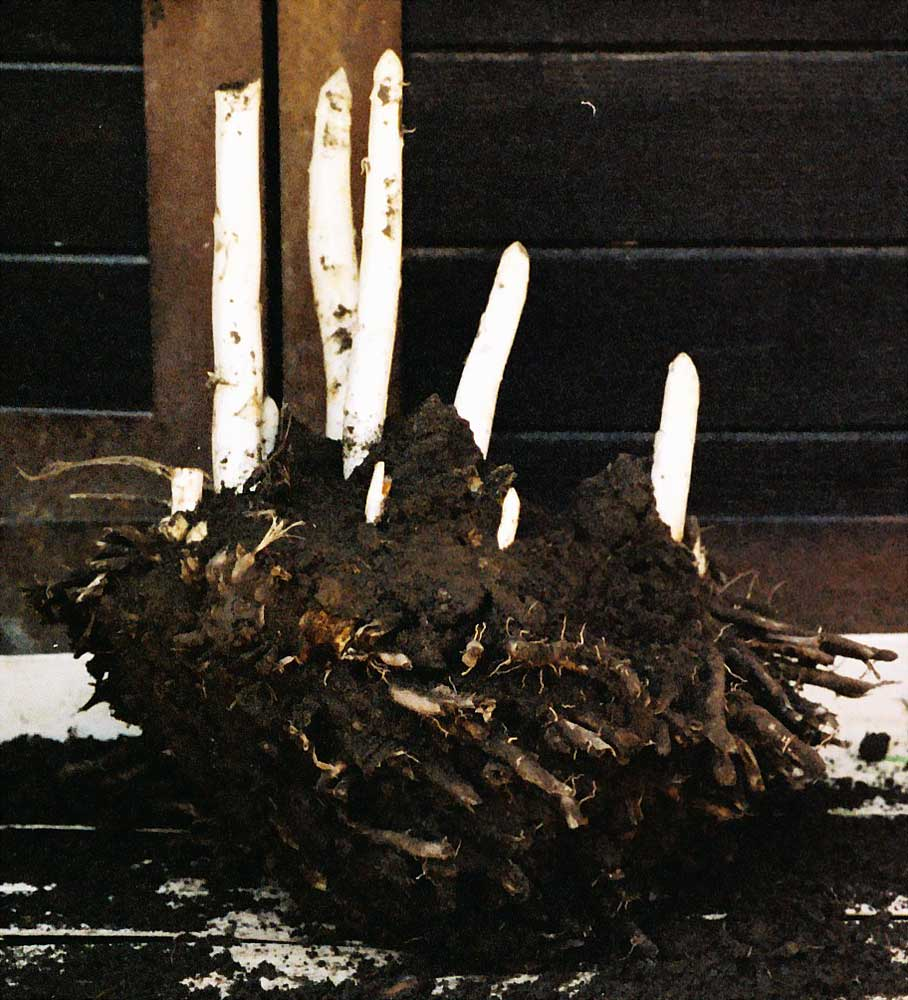
Spargelpflanze mit Wurzelballen

Der Gemüsespargel ist eine sommergrüne, ausdauernde, krautige Pflanze. Aus dem Rhizom treibt er fleischige, saftige, mit Niederblättern spiralig besetzte, weißliche oder blassrötliche Sprossen, die sich über der Erde in einem verzweigten, grünen, 0,6 bis 1,5 Meter hohen, glatten Stängel verlängern. Die Laubblätter sind auf kleine, häutige Schuppen reduziert, in deren Achseln linealische Phyllokladien (umgewandelte Kurzsprosse) entspringen.
Die Blütezeit reicht von Juni bis Juli. Die Blüten sind meist eingeschlechtig, selten zwittrig. Wenn die Blüten eingeschlechtig sind, dann ist der Gemüsespargel zweihäusig getrenntgeschlechtig (diözisch). Die relativ kleinen, zwittrigen Blüten sind dreizählig. Die sechs Blütenhüllblätter sind gelblich und bis zu 6,5 Millimeter lang.
Die Beeren sind scharlachrot und gering giftig.
Die Chromosomenzahl beträgt 2n = 20.

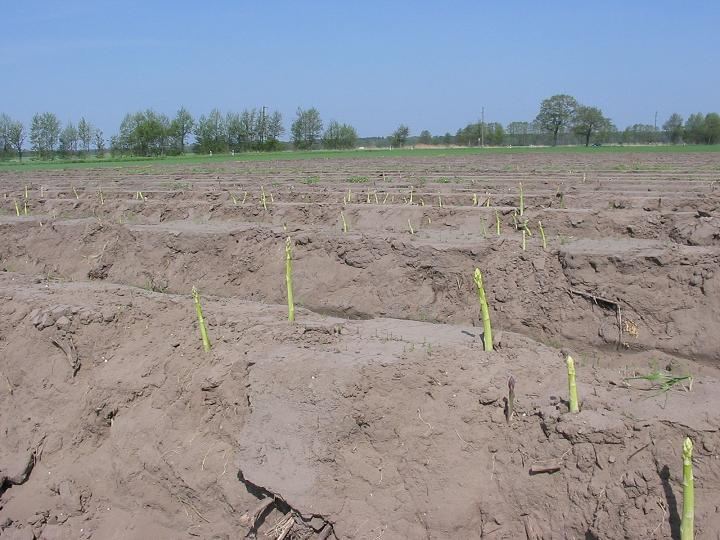
Spargelfeld bei Beelitz im Frühjahr

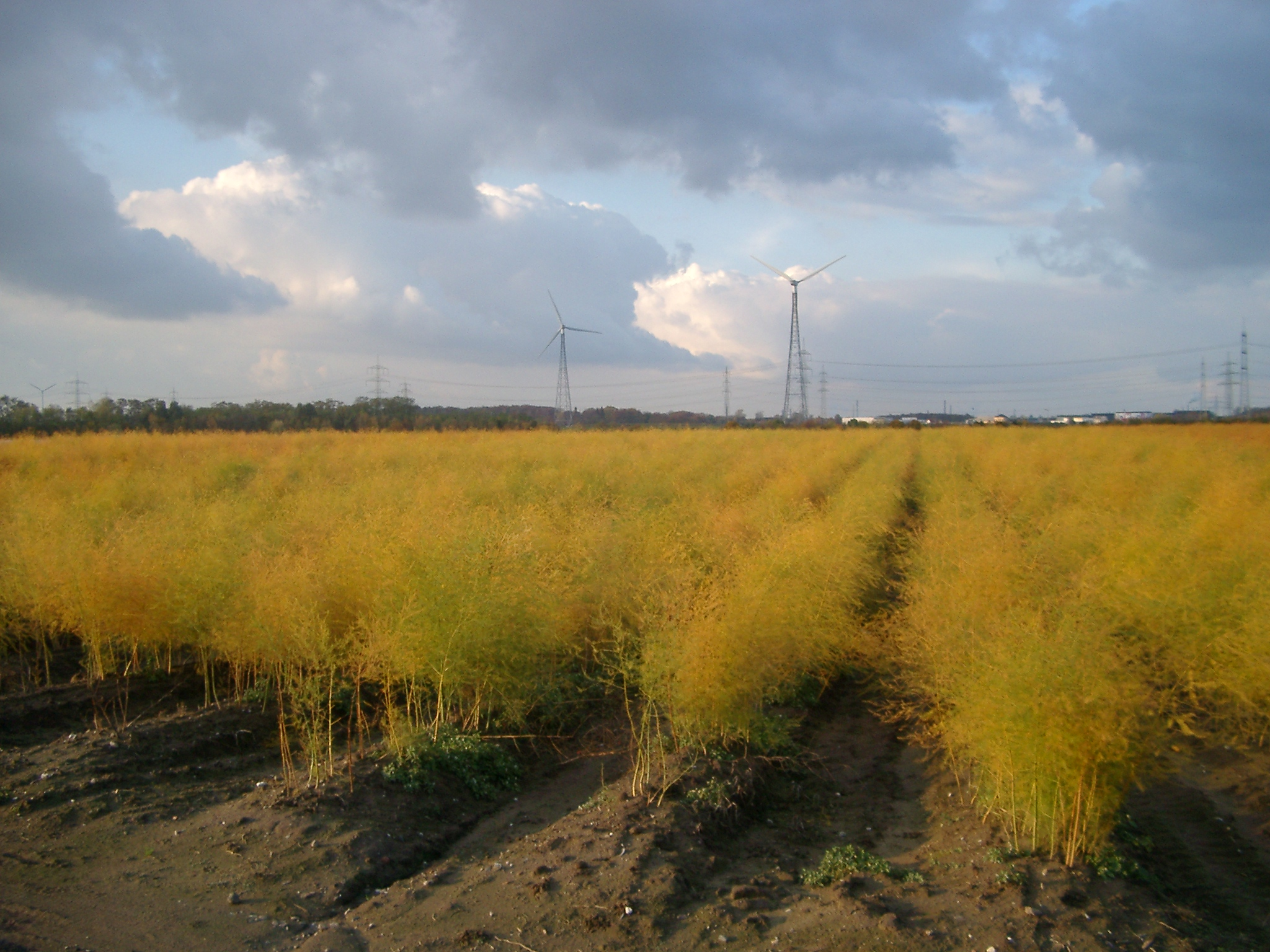
Herbstliches Spargelfeld zwischen Bonn und Köln bei Sechtem

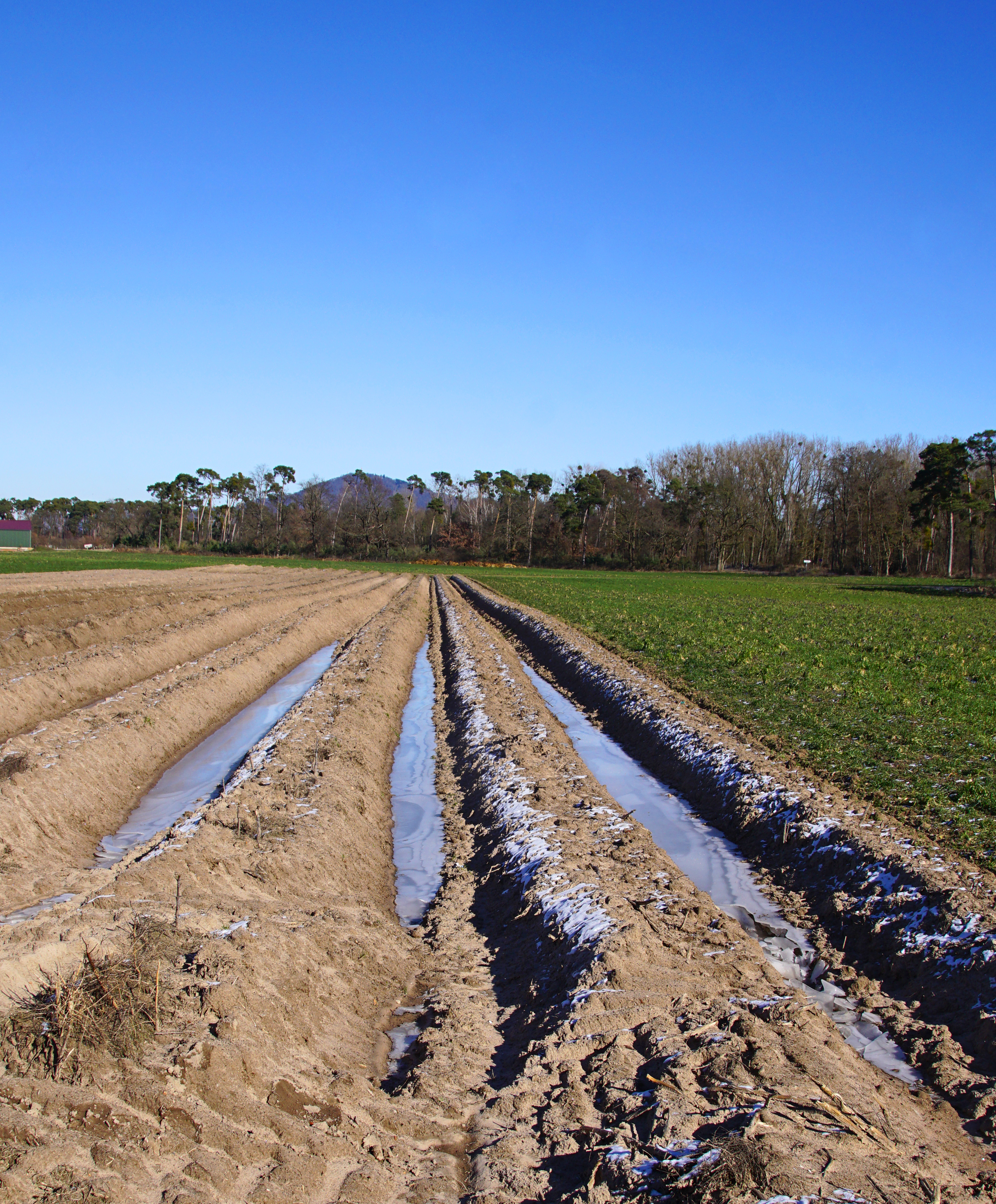
Spargelfeld im Winter im Geo-Naturpark Bergstraße-Odenwald

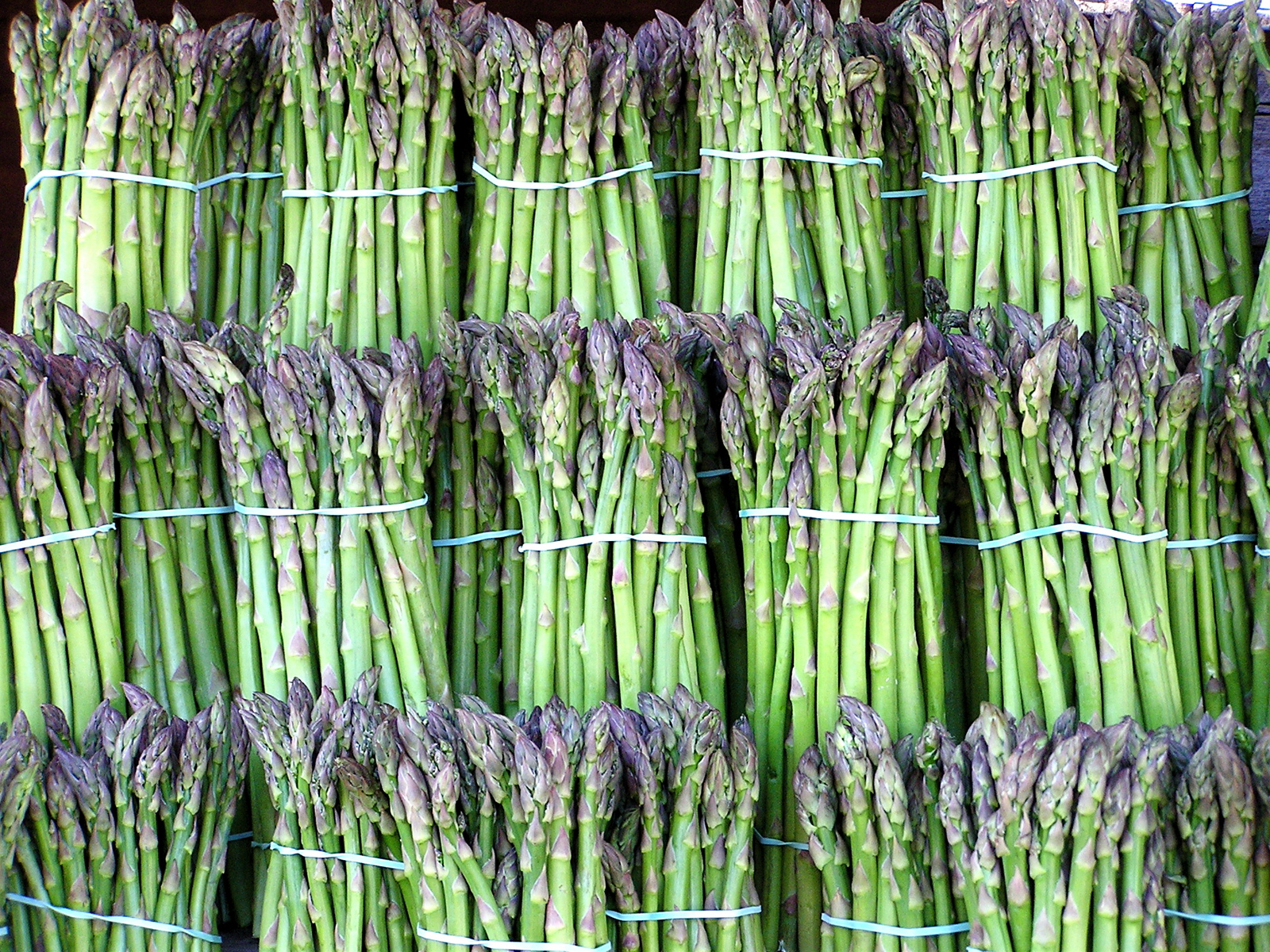
Grünspargel wächst zur Gänze oberirdisch, verkaufsfertig

## Vorkommen
Vorläufer bzw. Verwandte des heutigen Gemüsespargels kommen wild in Mittel- und Südeuropa, Vorderasien, dem westlichen Sibirien und Nordafrika vor. Als Heimat des Gemüsespargels wird der östliche Mittelmeerraum angenommen. In Süd- und Nordamerika sowie in Neuseeland kommt er stellenweise eingebürgert vor. Ob die schon von mittelalterlichen Autoren erwähnten Bestände auf Kies- und Sandbänken von Rhein, Main und Donau echte Wildvorkommen sind oder auf Verwilderungen zurückgehen, ist unklar. Verwilderter Spargel findet sich in Mitteleuropa auf trockenen, mäßig nährstoffreichen Standorten, auf Dämmen, an Wegrändern, in Dünen und in (ruderalen) Trockenrasen. Er gedeiht meist in Gesellschaften der Ordnung Corynephoretalia, aber auch der Ordnung Origanetalia oder der Klasse Festuco-Brometea.

## Wirtschaftliche Bedeutung

### Die größten Produzenten
2022 wurden laut der Ernährungs- und Landwirtschaftsorganisation der Vereinten Nationen FAO weltweit 8.824.150 t Spargel geerntet.
Folgende Tabelle gibt eine Übersicht über die 10 größten Produzenten von Spargel weltweit, die insgesamt 98,3 % der Erntemenge produzierten.
| Rang | Land                | Menge (in t) |
| ---- | ------------------- | ------------ |
| 1    | Volksrepublik China | 7.683.763    |
| 2    | Peru                | 377.246      |
| 3    | Mexiko              | 304.823      |
| 4    | Deutschland         | 110.300      |
| 5    | Italien             | 51.550       |
| 6    | Spanien             | 44.960       |
| 7    | Frankreich          | 26.250       |
| 8    | Japan               | 25.935       |
| 9    | Thailand            | 24.498       |
| 10   | Vereinigte Staaten  | 24.285       |
|      | Summe Top Ten       | 8.673.609    |
|      | restliche Länder    | 150.541      |

Zum Vergleich: 2022 wurden in Österreich 2.580 t, in der Schweiz 735 t geerntet.

### Handel
Im Jahr 2022 wurden weltweit 398.088 t Spargel exportiert. Die größten Exporteure waren Mexiko (149.657 t), Peru (127.763 t) und die USA (46.736 t).
Deutschland importierte in diesem Jahr 19.604 Tonnen und exportierte im selben Zeitraum 2.900 Tonnen Spargel. In der Schweiz wurden im Jahr 2020 ca. 92 Prozent der konsumierten Spargeln importiert.

### Marktversorgung in Deutschland
| Jahr | Ernte   | Importe | Gesamt  |
| ---- | ------- | ------- | ------- |
| 2009 | 98.193  | 22.591  | 120.784 |
| 2010 | 92.404  | 24.437  | 116.841 |
| 2011 | 103.457 | 24.925  | 128.382 |
| 2012 | 102.395 | 26.409  | 128.804 |
| 2013 | 103.107 | 23.696  | 126.803 |
| 2014 | 114.090 | 26.062  | 140.152 |
| 2015 | 113.613 | 23.578  | 137.191 |
| 2016 | 120.014 | 24.484  | 144.498 |
| 2017 | 130.881 | 25.140  | 156.021 |
| 2018 | 133.020 | 24.804  | 157.824 |
| 2019 | 130.560 | 24.081  | 154.641 |
| 2020 | 117.560 | 22.754  | 140.314 |
| 2021 | 119.270 | 27.276  | 146.546 |

## Nutzung
Man unterscheidet zwischen Weiß- (oder Bleich-) und Grünspargel. Bei ersterem werden die Sprossachsen geerntet, bevor sie an die Erdoberfläche gelangen. Die Spargeltriebe werden in Europa je nach Region von März bis Juni geerntet und sind als Gemüse besonders geschätzt. In Deutschland überwiegt heutzutage der Verzehr von Bleichspargel, in englischsprachigen Ländern (so wie früher auch in Deutschland) der von Grünspargel.

### Sorten
Obwohl viele Menschen unter Spargelsorten nur dessen unterschiedliche Farbe (weiß, grün und violett) verstehen, gibt es doch auch beim Spargel wie bei anderem Gemüse Sorten, die unterschiedliche Eigenschaften aufweisen (die Farbe ergibt sich teilweise allein durch die unterschiedliche Ernteweise – weiße Spargeltriebe sind unter der Erde abgeschnitten worden, grüne und violette über der Erde).
Jahrhundertelang wurde Spargel weitervermehrt, indem die Samen der besten Pflanzen geerntet und wieder ausgesät wurden. Durch diesen Prozess entstanden mit der Zeit regional angepasste Varietäten, die möglicherweise bis zum Sortenstadium fortgeschritten waren, d. h., dass eine gewisse Reinerbigkeit gewünschter Merkmale vorlag (Pflanzenzüchtung). So ist anzunehmen, dass es bis zur Mitte des 20. Jahrhunderts für die meisten größeren deutschen Anbaugebiete solche lokalen Sorten gab (z. B. Verbesserter Schwetzinger, Grünköpfiger Ulmer).
Anfang des 20. Jahrhunderts begannen Einzelne, wie J. B. Norton in den USA, A. Huchel in Osterburg, J. Böttner in Frankfurt/Oder sowie Gustav Unselt in Schwetzingen, mit der gezielten züchterischen Auswahl der vorhandenen „Landsorten“. Von diesen Sorten sind noch zwei (fast ausschließlich im Liebhaberanbau) in Deutschland zu finden: Ruhm von Braunschweig sowie Huchels Leistungsauslese (aus voriger selektiert). Außerhalb Deutschlands findet man an „alten“ Sorten noch die ebenfalls bevorzugt als Bleichspargel angebauten Sorten Goldgebener (Österreich), Argenteuil (Frankreich), Blanco de Navarra, Blanco de Aranjuez (Spanien), Ernte 6 und Früher Gelber (Russland, Ukraine etc.), die Grünspargelsorten Mary Washington, Connover’s Colossal (vornehmlich Großbritannien und USA), Santenese (Italien) sowie die violetten Varietäten Jacq Ma Pourpre (Frankreich) und Violetto d’Albenga (Italien).
Seit den 1950er Jahren werden Spargelsorten mit immer ausgefeilteren Methoden erzeugt. Die Sorte „Schwetzinger Meisterschuss“ als erste Hybridsorte (1952) sowie „Lucullus“ als erste rein männliche Spargelhybride (1975) durch das Unternehmen Südwestdeutsche Saatzucht waren der Anfang einer rasanten Entwicklung, die dazu geführt hat, dass heute ausschließlich derartige, rein männliche Hybridsorten im Anbau sind.
Erwähnenswert sind in diesem Zusammenhang noch die beiden Sorten Start (grün) und Eros (als grüner und weißer genutzt), die im selben Zeitraum in der Deutschen Demokratischen Republik gezüchtet wurden. Eros war die erste polyploide Sorte, die durch die künstliche Verdoppelung des Chromosomensatzes tetraploid (40 Chromosomen) war. Sie zeichnete sich durch besonders starke Stangen aus.
In Deutschland teilen sich nur wenige Unternehmen die Aufgabe, den stark wachsenden Markt mit neuen Spargelsorten zu beliefern. Limseeds aus Horst, Niederlande als führendes Unternehmen kreierte so u. a. die Sorten Gijnlim (mittlerweile die Standardsorte), Grolim, Backlim, Herkolim und Thielim, die Südwestdeutsche Saatzucht in Rastatt steuerte Rapsody, Ravel und Ramires bei, die Deutsche Spargelzucht in Mölln beteiligte sich mit Mondeo und Hannibal.
Dies ist nur eine kleine Auswahl des beständig wachsenden Sortiments mehr oder weniger ähnlicher Hochleistungssorten, deren Ausgangslinien durch Haploidenzüchtung technisch erzeugt werden und die sich nicht durch Samen weitervermehren lassen.

### Anbau

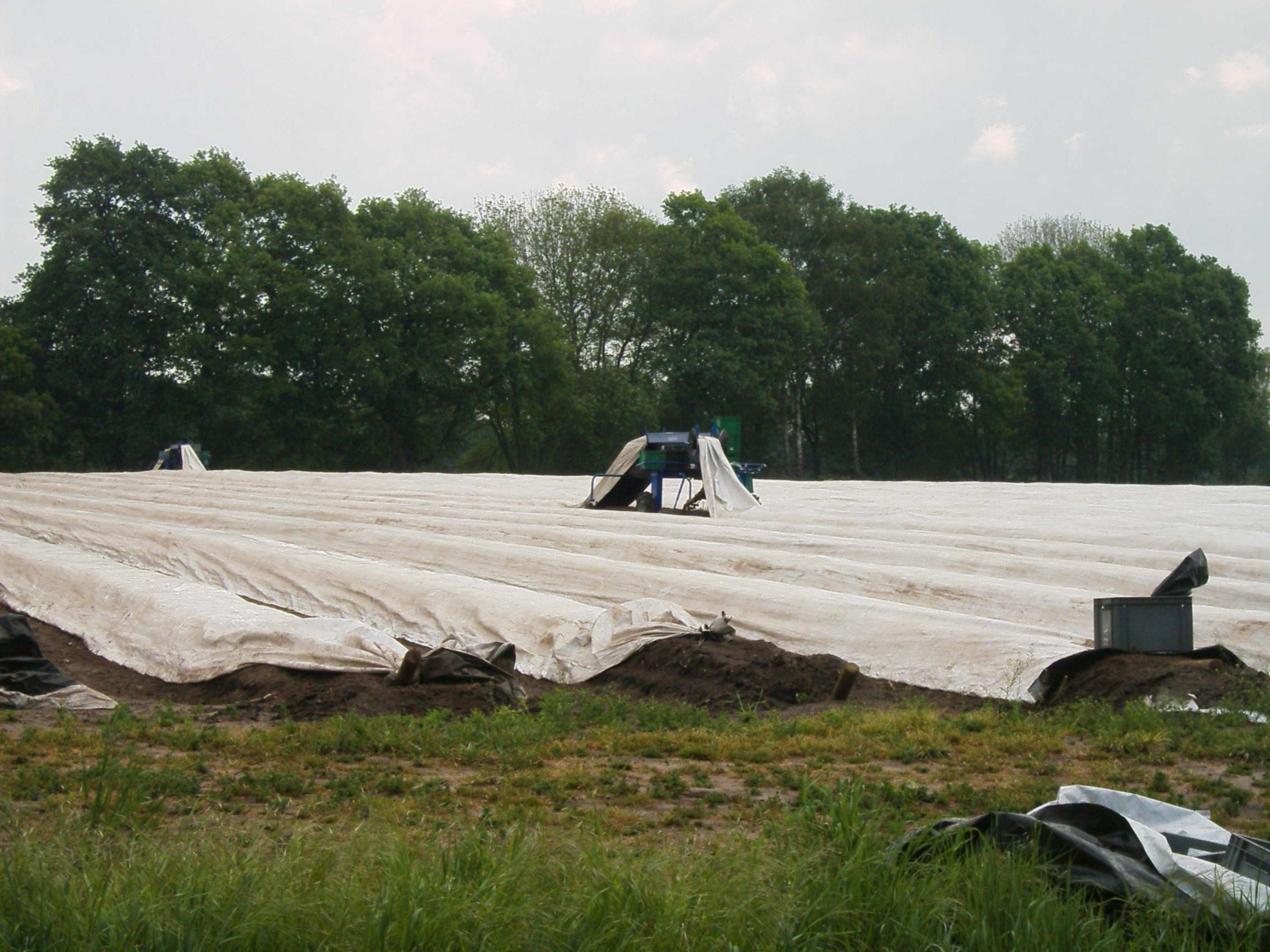
Spargelfeld unter Folie mit Spargelspinne im Einsatz

Spargel gedeiht am besten in lockerem, sandigen, nicht zu feuchten Boden, kann aber prinzipiell auf jedem Boden angebaut werden, der nicht zu viele Steine und keine Staunässe enthält. Zur Anlage der Spargelbeete im eigenen Garten hebt man vor Eintritt des Winters einen Graben von ca. 30 cm aus, gräbt auf dessen Sohle Mist oder anderen organischen Dünger unter, setzt im Frühjahr ein- bis zweijährige Spargelpflanzen (aufgrund ihrer langen, fleischigen Wurzeln Klauen genannt) ein und bedeckt sie mit Erde. Eine Anzucht aus Samen ist aufwendiger und langwieriger. Im Herbst werden die Stängel abgeschnitten und beseitigt, um Krankheitserregern wie Pilzen und Schädlingen wie der Spargelfliege die Grundlage zu entziehen. Im Frühjahr wird der Graben vollständig mit Erde angefüllt. Zu Beginn des dritten Jahres errichtet man über dem Pflanzgraben einen ca. kniehohen Wall (im süddeutschen und österreichischen Sprachgebiet als Bifang bezeichnet) und kann anschließend mit der Ernte beginnen.
Grünspargel erfordert prinzipiell das gleiche Vorgehen, es wird nur kein Erdwall über den Pflanzen errichtet.

#### Ernte

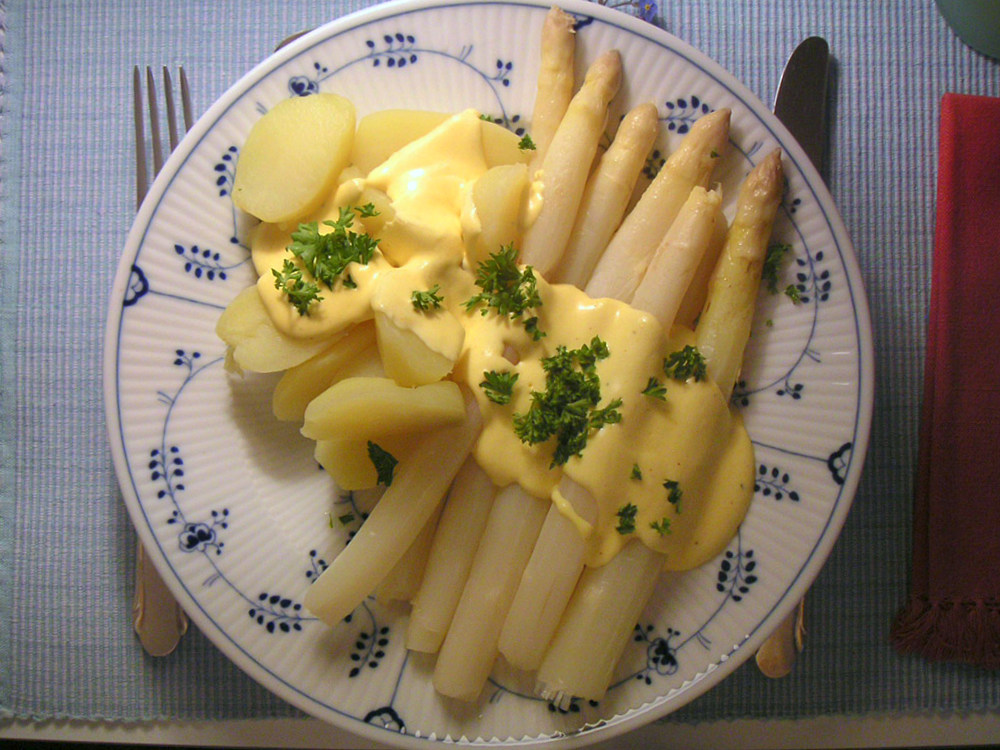
Typisches Spargelgericht mit Kartoffeln

Sobald die Spargeltriebe im Frühjahr die Dammkrone durchbrechen, werden sie bis zu 25 cm ausgegraben und am unteren Ende zumeist mit einem speziell dafür gefertigten Stechmesser abgeschnitten (gestochen). Dies geschieht bis heute in den meisten Fällen noch in Handarbeit. Nach dem „Stechen“ wird das entstandene Loch wieder aufgefüllt und die Oberfläche geglättet, um das Austreiben weiterer Triebe besser erkennen zu können.
Die Spargelfelder werden zweimal am Tag (früh morgens und abends) nach austreibenden Spargeln abgesucht.
Um die Ernte besser steuern zu können, werden die Wälle heute zumeist mit Folien abgedeckt. Eine schwarze Außenseite erhöht die Temperatur in den Dämmen und beschleunigt somit das Wachstum (Ernteverfrühung); mit einer außen weißen Folie wird das Gegenteil erreicht. Geerntet wird unter den Folien mit Hilfe von Spargelspinnen, die das zeitaufwendige Auf- und Abdecken der Folien von Hand vermeiden.

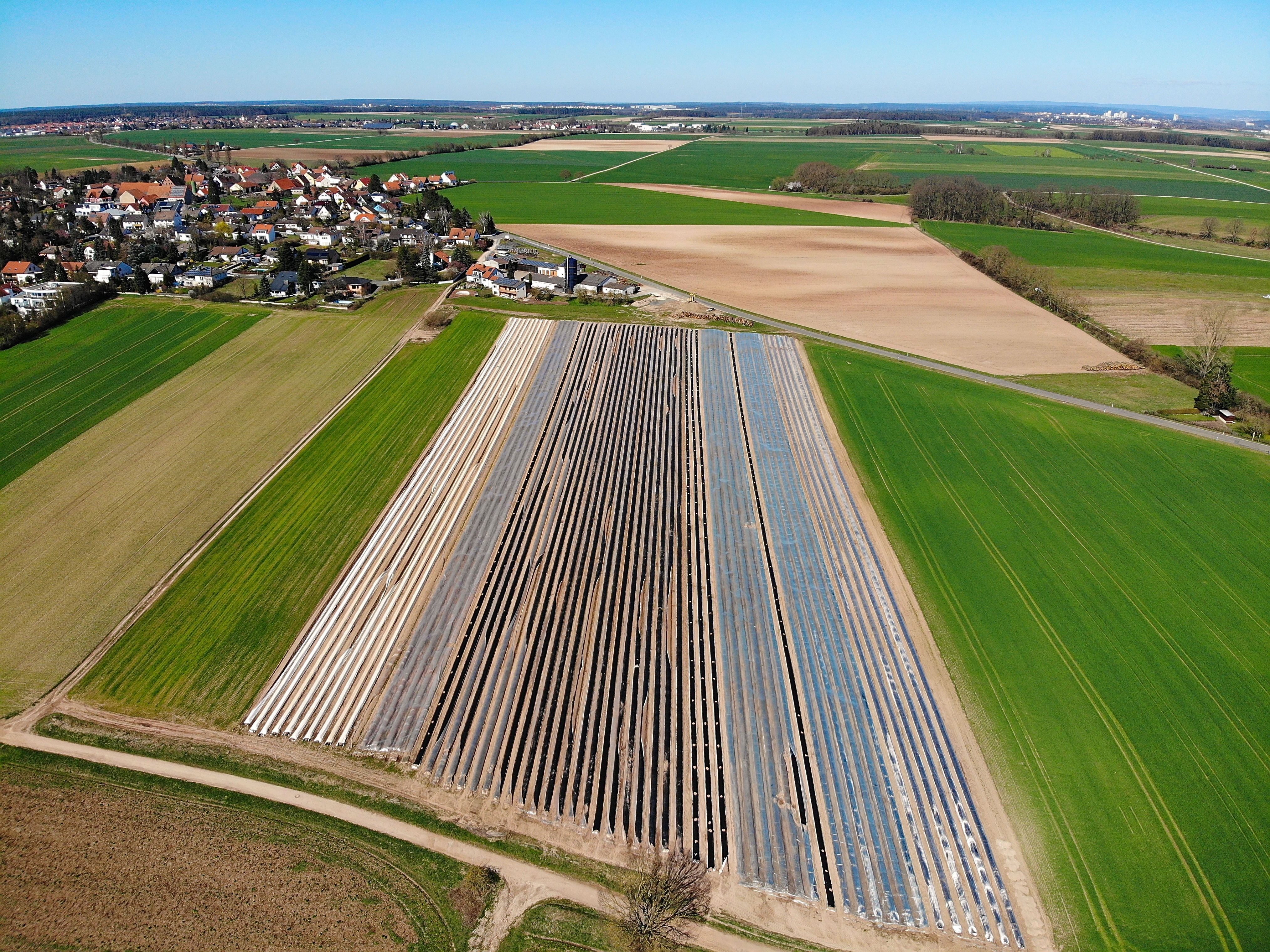
Mit verschiedenfarbigen Folien wird die Temperatur und damit der Erntezeitpunkt beeinflusst

 Der Spargel wird nach dem Stechen gewaschen, mit einer Spargelsortiermaschine nach Qualitäten getrennt und an Großhändler weitergegeben oder direkt verkauft.
Um Personalkosten zu sparen oder auch weil nicht mehr genügend Hilfskräfte für die anstrengende Ernte zur Verfügung stehen, wird mittlerweile verstärkt versucht, den Spargel maschinell zu ernten. Bereits seit 1907 gab es in den USA Versuche dazu. Vor allem seit den 1950er Jahren bis in die 1990er wurden viele Forschungen unternommen und einige Patente in den USA und in Australien für die selektive und nicht selektive Spargelernte erteilt; doch bisher konnte sich keine der Methoden durchsetzen oder einen Preisvorteil bieten. Auch in Deutschland werden mittlerweile Spargelerntemaschinen angeboten.
Die nicht selektive Erntemethode, bei der wahllos alle Spargeltriebe zu einem bestimmten Zeitpunkt abgeschnitten werden, ist jedoch umstritten, da sie einerseits nicht zwischen kurzen und langen (gewünschten) Stangen unterscheidet und andererseits die Wurzeln so weit schädigen kann, dass in der folgenden Erntesaison mit Ertragseinbußen zu rechnen ist. Bevorzugt wird deshalb an selektiven maschinellen Erntern gearbeitet.
Das Ende der Spargelsaison beschreiben althergebrachte Bauernregeln: „Stich den Spargel nie nach Johanni“ oder „Kirschen rot, Spargel tot“. Ihr offizielles Ende in Deutschland ist traditionellerweise der 24. Juni, der Johannistag, wie auch für den Rhabarber. Der Hintergrund für diese Bauernregel ist die Einhaltung einer ausreichenden Regenerationszeit der Pflanze für eine ertragreiche Ernte im nächsten Jahr. Wurde die Spargelsaison aufgrund günstiger Witterungsumstände eher begonnen, so ziehen die Anbauer das Ernteende oftmals um ein bis zwei Wochen vor.

#### Arbeitsbedingungen für Erntehelfer
Die Spargelernte in Deutschland steht immer wieder in der Kritik, da Beschäftigte häufig unter prekären Arbeitsbedingungen leiden. So sind Fälle unklarer und intransparenter Lohnberechnung, mangelhafter Arbeitszeitdokumentation und sozialer Unsicherheit dokumentiert. Ein Großteil der Saisonarbeitskräfte ist kurzfristig beschäftigt und verfügt daher oft nicht über eine gesetzliche Krankenversicherung. Die Kritik an den Arbeitsbedingungen wird auch durch Berichte bestätigt, die eine mangelhafte Arbeitszeiterfassung, undurchsichtige Akkordlohnsysteme und fehlenden Gesundheitsschutz durch sozialversicherungsfreie Beschäftigung der meist ausländischen Saisonarbeitskräfte anprangern.

#### Anbaugebiete in Deutschland
Hinsichtlich der Anbauflächen ist Spargel die wichtigste Freilandgemüseart in Deutschland, gefolgt von Kohlgemüse, Möhren/Karotten und Speisezwiebeln. Bis zum Jahr 2018 wurden die Spargelflächen (Summe aus im Ertrag stehenden Flächen und Junganlagen, die noch nicht beerntet werden) kontinuierlich ausgeweitet bis auf rund 28.500 Hektar; dies war nahezu eine Verdoppelung gegenüber dem Jahr 2000. Die Spargelanbaufläche in Deutschland wächst seit einigen Jahren stark. Im Jahr 2000 lag sie noch bei 15.500 Hektar. 2013 befinden sich die größten Anbauflächen in Niedersachsen (4300 Hektar), Nordrhein-Westfalen (3200 Hektar) und Brandenburg (2900 Hektar). In diesen drei Bundesländern liegt über die Hälfte der gesamten deutschen Spargelanbaufläche.
Um die Erntesaison früher und witterungsunabhängiger beginnen zu können, gibt es in verschiedenen Spargelanbaugebieten einzelne Anbauer, die ihre Felder beheizen. Dies kann teilweise auch mit Abwärme geschehen, ist jedoch umstritten.
Wichtige deutsche Spargelanbaugebiete sind:
- Schleswig-Holstein
  - in Aukrug bei Neumünster
  - in der Region Lauenburg

- Niedersachsen
  - Landkreis Diepholz
  - Landkreis Nienburg/Weser
  - nordwestlich und nördlich bei Braunschweig
  - bei Burgdorf, Fuhrberg und bei Neustadt a. Rbge. in der Region Hannover
  - bei Bardowick bei Lüneburg
  - kleinere Standorte in der Lüneburger Heide
  - im Artland, Landkreis Osnabrück
  - im südlichen Osnabrücker Land (Glandorf, Bad Iburg, Bad Rothenfelde)

- Nordrhein-Westfalen
  - am linken Niederrhein Spargeldorf Kessel und bei Walbeck, einem Stadtteil von Geldern
  - in Brüggen-Bracht und Effeld, an der niederländischen Grenze.
  - zwischen Köln und Bonn (Vorgebirge)
  - das Münsterland mit dem Spargeldorf Füchtorf, aber auch in der Gegend zwischen Ruhrgebiet und Münsterland
  - die Senne bei Paderborn

- Brandenburg und Sachsen-Anhalt
  - die Zauche rund um Beelitz südwestlich von Berlin
  - Beetz/Sommerfeld im brandenburgischen Landkreis Oberhavel
  - die Niederlausitz, mit Anbaugebieten bei Sallgast, Walddrehna, Werenzhain[37]
  - die Altmark rund um Osterburg, Stendal, Seehausen und Klötze
  - Hohenseeden und Parchen im Jerichower Land

- Thüringen
  - im gesamten Thüringer Becken an verschiedenen Standorten, z. B. Herbsleben und Kutzleben
  - im Altenburger Land und angrenzendem Gebiet in Westsachsen

- Sachsen
  - in Kyhna
  - in Nieschütz

- Hessen
  - die südhessische Sandbodenregion bei Weiterstadt, Griesheim und Pfungstadt westlich von Darmstadt
  - im Kreis Groß-Gerau (Südhessen)
  - im Rodgau, dem Gebiet zwischen Mühlheim am Main und Dieburg
  - im Landkreis Bergstraße schwerpunktmäßig in Lampertheim

- Rheinland-Pfalz
  - die Rheinpfalz
  - in Altrheinsanden von Rheinhessen (Rheinland-Pfalz)

- Baden-Württemberg
  - die nordbadische Hardtregion mit dem größten Spargelmarkt Europas in Bruchsal
  - in Südbaden im Breisgau bei Munzingen, einem Ortsteil von Freiburg im Breisgau, am und auf dem Tuniberg
  - in Nordbaden in Hügelsheim im Landkreis Rastatt, bei Malsch im Landkreis Karlsruhe
  - im Rhein-Neckar-Kreis bei Schwetzingen, Oftersheim, Reilingen, St. Leon
  - eingestreut in die Obstbaugebiete um den Bodensee und das Schussental (Tettnang, Meckenbeuren, Ravensburg) in Oberschwaben

- Bayern
  - bei Abensberg in Niederbayern
  - seit 1912 bei Schrobenhausen in Oberbayern
  - das fränkische Knoblauchsland zwischen Erlangen und Nürnberg
  - die Region südlich Nürnbergs um Schwabach
  - das Bamberger Umland
  - im Gebiet des fränkischen Maindreiecks
  - Ochsenfurter Gau Allersheim (Giebelstadt)

In Schrobenhausen gibt es ein Europäisches Spargelmuseum; weitere Spargelmuseen wurden in Schlunkendorf bei Beelitz und in Nienburg an der Weser eingerichtet. In Baden führt die Badische Spargelstraße durch die Anbaugebiete. In Niedersachsen gibt es die Niedersächsische Spargelstraße.

#### Kritik
Kritisiert werden die Verwendung von PVC-Folien, fossil beheizte Felder und der Import aus Drittstaaten per Flugzeug sowie die Arbeitsbedingungen beim Anbau.

### Verwendung in der Küche
Spargel ist ein sehr empfindliches Gemüse und sollte von der Ernte bis zur Zubereitung sorgsam behandelt werden. Guten weißen oder violetten Spargel erkennt man an geschlossenen Köpfen, gleichmäßigem Wuchs, einem noch feuchten, nicht hohlen Ende (bei Druck mit dem Fingernagel sollte Feuchtigkeit austreten) und an dem quietschenden Geräusch, das frische Spargelstangen beim Aneinanderreiben erzeugen. Dünne Stangen sind von minderer Qualität. Die vor 2011 in der EU normierte, seither in der Verkehrsauffassung und als UNECE-Norm noch gängige Handelsklasse 1 verlangt bei weißem Spargel einen Durchmesser von 10 Millimetern, die Handelsklasse 1+ bzw. Extra von 12 Millimetern oder mehr, während Handelsklasse 2 unsortiert sein bzw. kleinere Stangen ab 8 Millimetern haben kann. Grüner Spargel kann etwas dünner sein, der Kopf ist durch die Lichteinwirkung schon leicht geöffnet.
Spargel sollte möglichst frisch verzehrt werden, hält sich im Kühlschrank jedoch zwei bis drei Tage, wenn man ihn in ein feuchtes Handtuch einwickelt. Er kann geschält (und auch bereits gekocht) unproblematisch eingefroren werden und ist dann lange Zeit haltbar. Allerdings verringert sich die geschmackliche Qualität. Schälen nach dem Einfrieren und Auftauen ist nicht möglich.

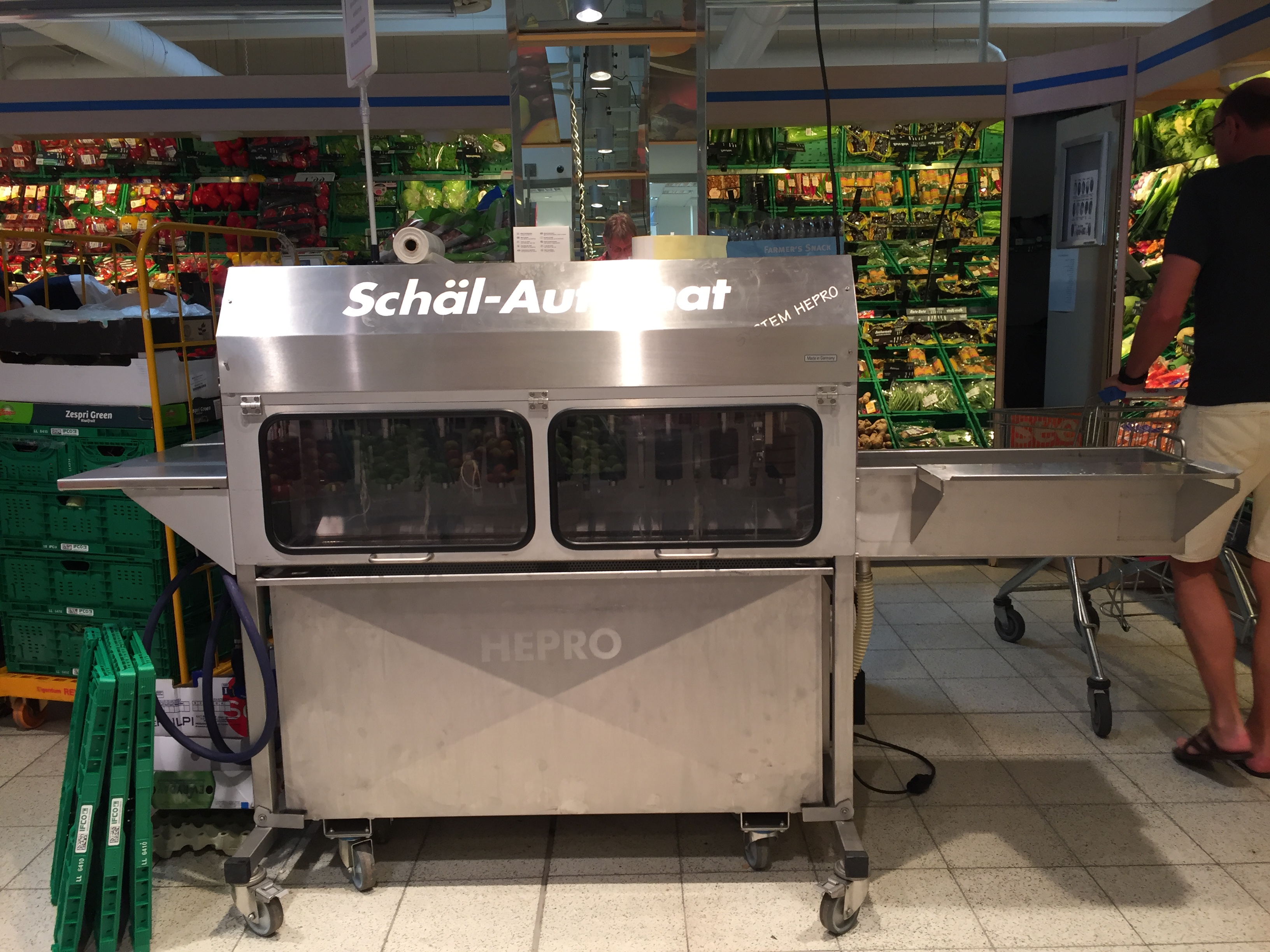
Spargelschälmaschine
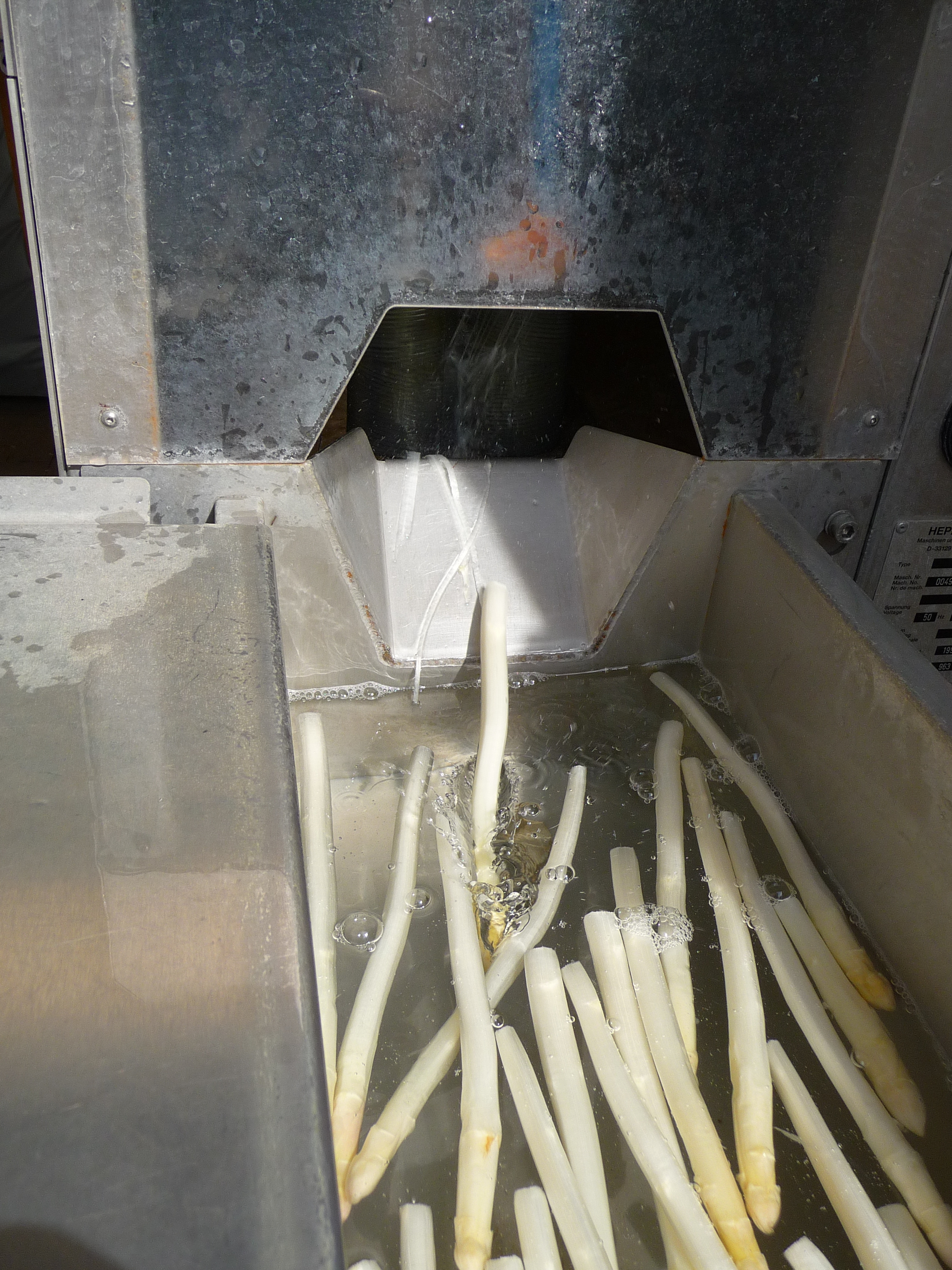
Spargel fallen aus einer Spargelschälmaschine in ein Wasserbecken
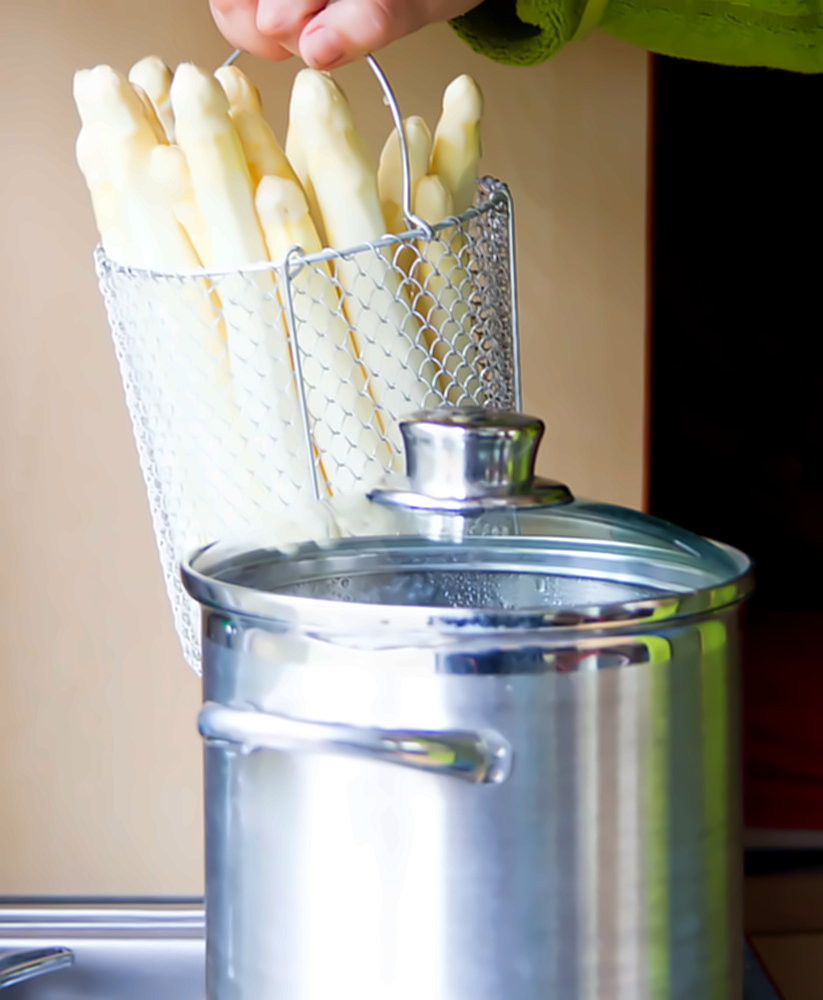
Spargeltopf mit Henkelkorbeinsatz
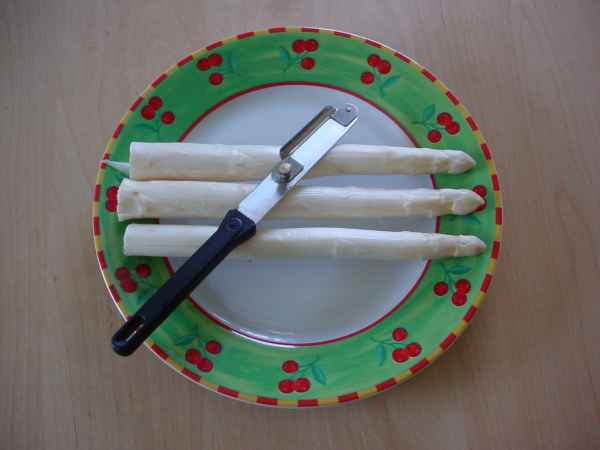
Spargelsprossen und Schälmesser
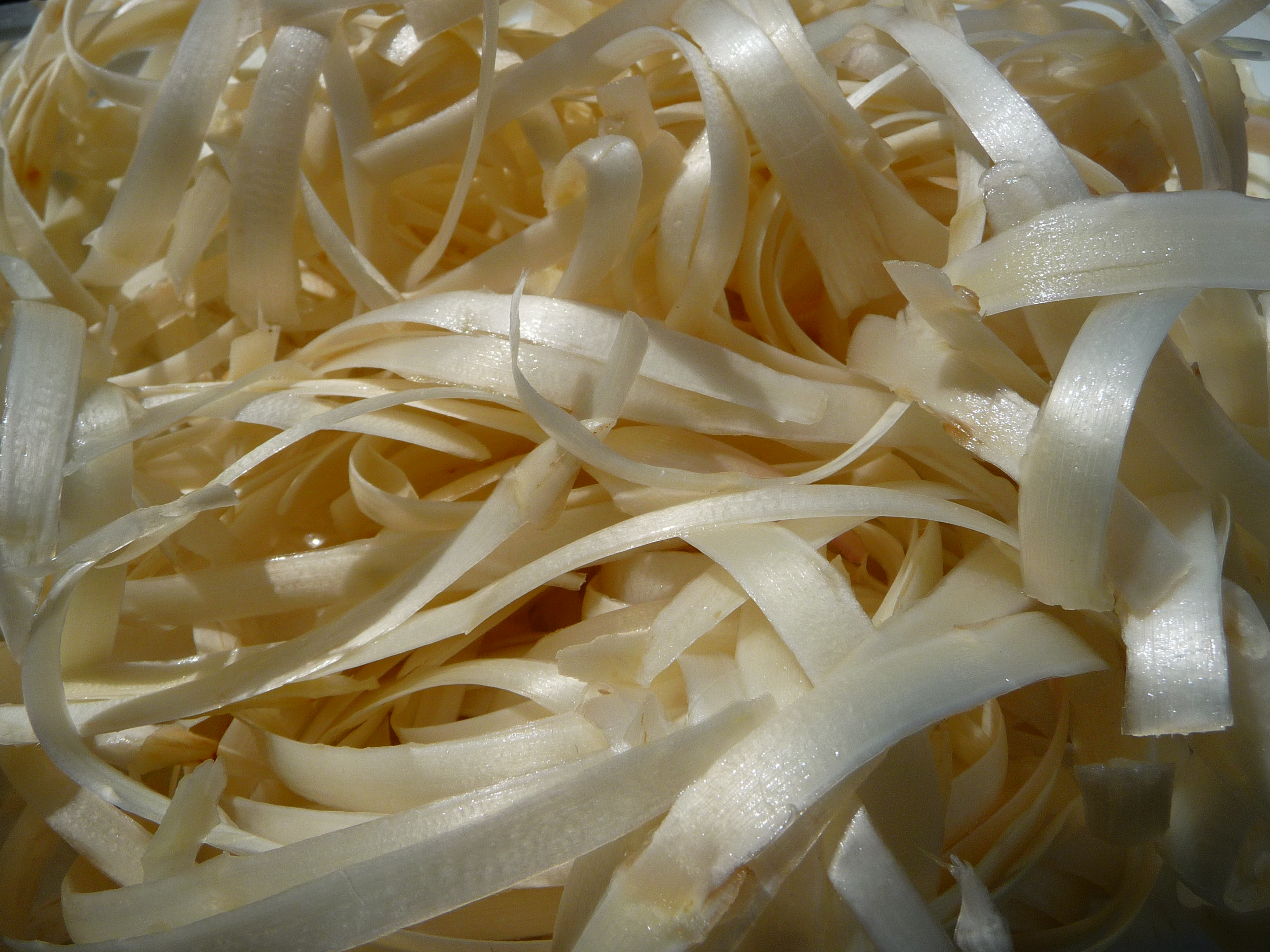
Spargelschalen werden häufig als Grundlage für Spargelsuppe verwendet

#### Zubereitung

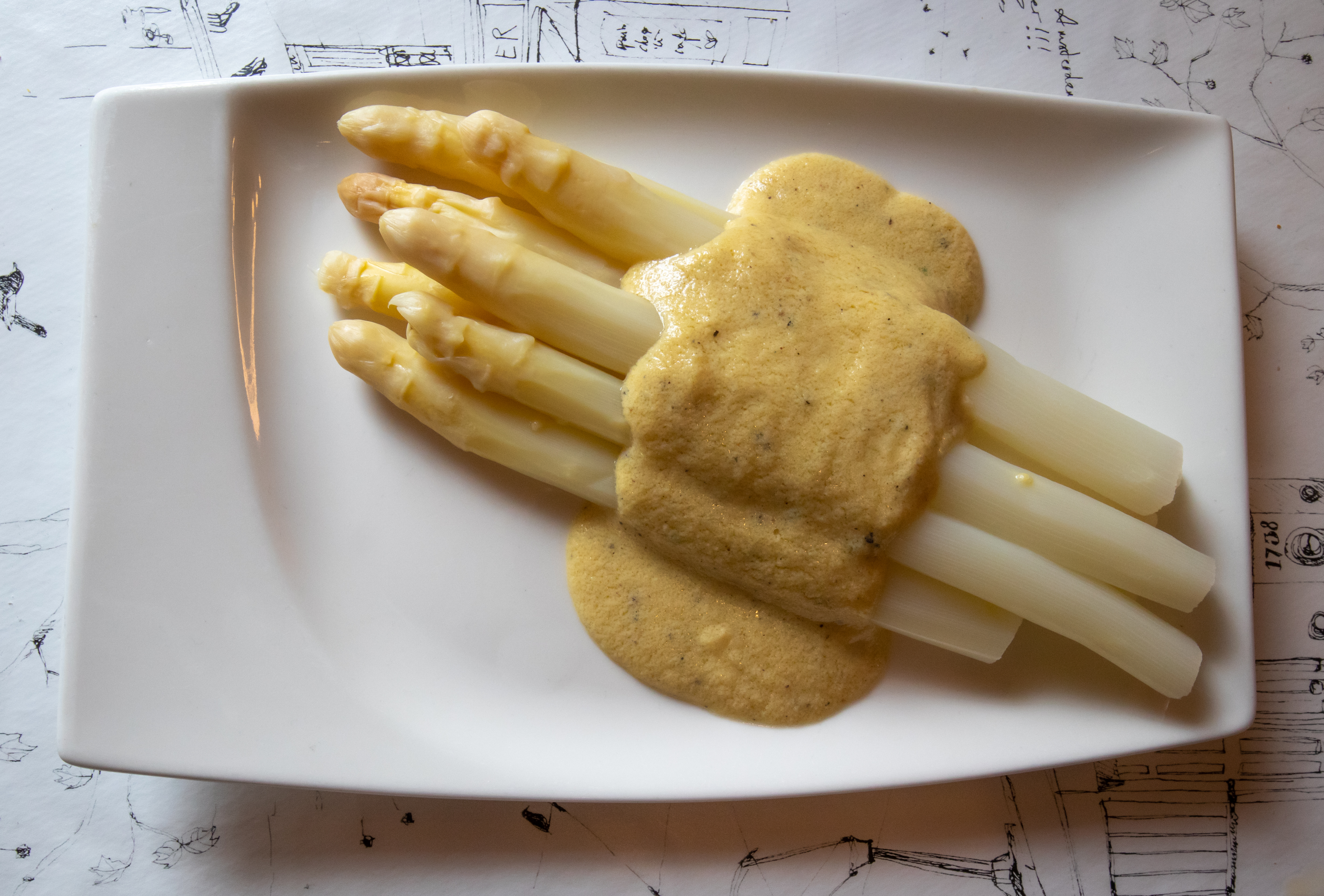
Spargel mit Sauce Hollandaise

Spargel wird meistens gekocht, seltener gedünstet, gebraten oder gegrillt. Zur Vorbereitung muss weißer und violetter Spargel geschält werden, da die Schale faserig und zäh ist. Zum Schälen setzt man etwas unterhalb des Kopfes an und schält in Richtung des Spargelendes. Von ihm sollte ein Stück (bei frischem etwa 1 cm, sonst mehr) abgeschnitten werden, da es holzig und/oder bitter sein kann. Die Reste lassen sich zur Herstellung eines Fonds für Spargelsuppe oder zum Garen des Spargels auskochen. Grüner Spargel muss oft nicht geschält werden, häufig nur das untere Drittel. Pro Person sind etwa 500 Gramm Spargel (bezogen auf das ungeschälte Gemüse) angemessen.
Da die zarten Köpfe schneller garen als der Rest, sollte Spargel aufrecht – vorsichtig zusammengebunden – in einem schmalen, hohen Spargeltopf bei mäßiger Temperatur gegart werden. Der Topf darf nicht aus Aluminium sein, da sich der Spargel sonst durch Aluminiumverbindungen grau verfärbt. Das Wasser wird mit Salz, etwas Zucker und einem Stück Butter angereichert und sollte nur bis höchstens knapp unter die Köpfe reichen. Man kann Zitronensaft hinzugeben, der für eine helle Farbe des Spargels sorgt, aber das Aroma leicht überdeckt. Je nach Dicke wird der Spargel 8 bis 15 Minuten gegart. In der modernen Küche wird Spargel auch „bissiger“ zubereitet, dazu wird er etwa drei bis vier Minuten gekocht und muss anschließend sechs bis acht Minuten ziehen.
Als besonders aroma- und inhaltsstoffschonend gilt es, den Spargel ohne Wasser im eigenen Saft zu garen. Dazu wird der geschälte Spargel entweder in einem geschlossenen Topf für 15 bis 20 Minuten auf den eigenen Schalen und Abschnitten oder in Stücke geschnitten in einer Pfanne mit anderen Zutaten gedünstet. Spargel lässt sich, am besten in schmale Stücke geteilt, ebenfalls gut braten. Spargel kann auch roh verzehrt werden, etwa als Salat. Der typische Spargelgeschmack ist in roher Form jedoch weniger vorhanden.
Klassisch wird Spargel mit gekochten jungen Kartoffeln, zerlassener Butter, Sauce hollandaise oder Mayonnaise und Schinken serviert. In der Region um den Niederrhein wird Spargel auch mit zerlassener Butter und Rührei verzehrt, in der Mark Brandenburg mit in Butter gerösteten Semmelbröseln. Als Variante wird zum Spargel auch ein gebratenes Kalbsschnitzel gereicht, seit etwa 20 Jahren gewinnt die Kombination von Spargel mit gebratenem oder gedünstetem Fisch an Bedeutung. In Baden serviert man Spargel mit Flädle oder Kratzete (Schmarrn) und gekochtem Schinken. Rund um Nürnberg wird der Spargel meist in der Form von Spargelsalat aus den ganzen, gekochten Stangen mit groben, fränkischen Bratwürsten oder kleinen Nürnberger Bratwürsten gereicht. In Südtirol ist Bozener Sauce üblich, eine Art Mayonnaise aus gekochten Eiern. In einigen Regionen Schleswig-Holsteins wird Spargel auch mit „süßen“ (überglänzten) Pellkartoffeln verzehrt. Diese Pellkartoffeln werden fertig gekocht und gepellt noch einmal in einer Pfanne mit Butter und Zucker angebraten, dazu werden Würfelschinken und Sauce Hollandaise gereicht.

### Inhaltsstoffe und Wirkung
Der Hauptbestandteil von Spargel ist Wasser. Daneben enthält er einige Vitamine und Mineralstoffe, welche in der Nährwerttabelle dargestellt werden. Aufgrund des enthaltenen Asparagins und seines hohen Kalium-Gehalts wirkt er harntreibend. Beim Verzehr kann es zu einem strengen Geruch des ausgeschiedenen Harns kommen („Harngeruch“, „Spargelurin“). Verantwortlich hierfür ist die im Spargel enthaltene Asparagusinsäure. Diese wird bei etwa 40 % Prozent der Menschen enzymatisch in schwefelhaltige Verbindungen wie Methanthiol (ein Thiol), Dimethylsulfid (ein Sulfid) oder Dimethyldisulfid (ein Disulfid) gespalten. Die einzelnen Verbindungen sind geruchsaktiv und haben für sich charakteristische Gerüche, welche in der Abbildung dargestellt sind.
Diese und weitere geruchsintensive Verbindungen werden über den Urin ausgeschieden. Zusammen bilden sie den charakteristischen Geruch des Spargelurins. Neuere Publikationen geben deutlich höhere Häufigkeiten für die Ausscheidung geruchsintensiver Schwefelverbindungen nach Spargelverzehr an. Es ist nicht bekannt, warum manche Menschen die Reaktionsprodukte in wahrnehmbaren Konzentrationen produzieren und andere nicht. Nicht alle Menschen können diese Stoffe wahrnehmen, weil sie wegen einer Mutation im Gen eines Geruchsrezeptors den spezifischen Duft schwefelhaltiger Verbindungen nicht riechen können. Derartige Riechverluste werden allgemein als Anosmie, spezifisch als Spargelanosmie bezeichnet. Bei einer Studie mit 6000 Personen europäisch-amerikanischer Abstammung konnten 60 % Prozent der Beteiligten den charakteristischen Geruch nicht wahrnehmen.

### Verzehr
Spargel gilt als schwierige Speise in Bezug auf die Einhaltung der Tischsitten. Früher wurde Spargel vornehmlich mit den Fingern verzehrt. Dies hatte den einfachen Grund, dass die Bestecke der damaligen Zeit aus Silber oder nicht-rostfreiem Stahl bestanden und durch schwefelhaltige Verbindungen im Spargel anliefen. Das Essen von Spargel mit den Fingern stellte keine Restriktion oder Verletzung der Etikette dar. Heutzutage werden insbesondere bei feinen Anlässen Messer und Gabel benutzt.

## Trivialnamen
Im deutschsprachigen Raum werden oder wurden für diese Pflanzenart, zum Teil nur regional, auch die folgenden weiteren Trivialnamen verwandt: Aspars (Holstein), Gotteskraut (Livland, der Name nimmt Bezug auf die Nutzung der Pflanze zur Verzierung von Heiligenbildern), Heirbeswurz (althochdeutsch), Hosendall (Siebenbürgen), Korallenkraut (Schlesien, Ostpreußen), Schwammwurz (Schweiz), Spahrsch (niederdeutsch), Sparge (althochdeutsch), Spajes (Weser), Spargen, Spargle (Schweiz), Spargus (Pommern), Sparig, Spars (Holstein, Schweiz), Sparsach (Schaffhausen, St. Gallen), Sparsich (Schaffhausen, St. Gallen), Sparsen (Graubünden), Spart (Ostdeutschland), Sparz (Vierwaldstätte), Speis (Unterweser) und Teufelstrauben.

## Geschichte

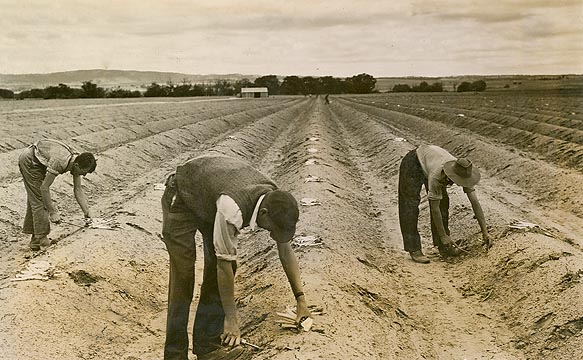
Historische Aufnahme von der Spargelernte

Schon im ältesten chinesischen Heilpflanzenbuch, dem Shennong ben cao jing, wurden Spargeln (天門冬 Tiān mén dōng. Asparagus lucidus) aufgeführt. Die aktuell gültigen chinesischen Arzneibücher empfehlen Spargeln bei folgenden Erkrankungen: Leere-Erschöpfungs-Husten, Herzklopfen und Schlaflosigkeit, Darm-Trockenheits-Stuhlverstopfung, innere Hitze und starker Durst.
Der römische Autor Columella erwähnt ihn in seinem Buch De re rustica. Als Heilpflanze diente bevorzugt wildwachsender Spargel, der nach Dioskurides harntreibend und abführend wirken sowie gegen Gelbsucht helfen sollte. Mit diesen Indikationen wurde er bis ins 19. Jahrhundert verwendet.
Mit den Römern und ihrer Kultur fand der Spargel vermutlich auch den Weg über die Alpen (in Trier wurde 1994 ein bleiernes Preisschild für Spargel aus dem 2. Jahrhundert gefunden). Mit dem Niedergang der römischen Kultur verschwand auch der Spargelanbau. Erst für das 16. Jahrhundert ist der Anbau wieder belegt – Spargel galt damals in aristokratischen Kreisen als teure Delikatesse.
Früher war die Wurzel als Heilmittel anerkannt (offizinell); die Samen wurden als Kaffeesurrogat verwertet.

### Historische Abbildungen

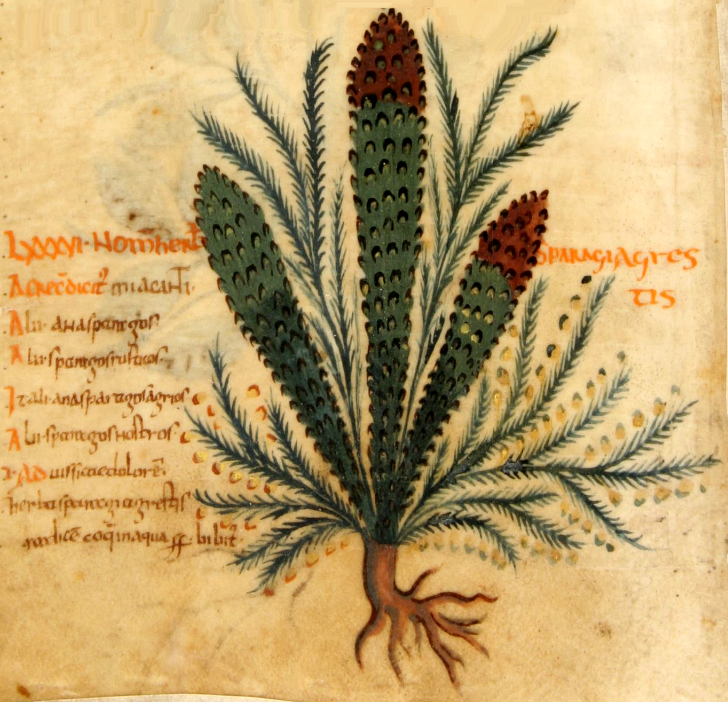
.....Pseudo-Apuleius … ..... Kassel 10. Jh. .....
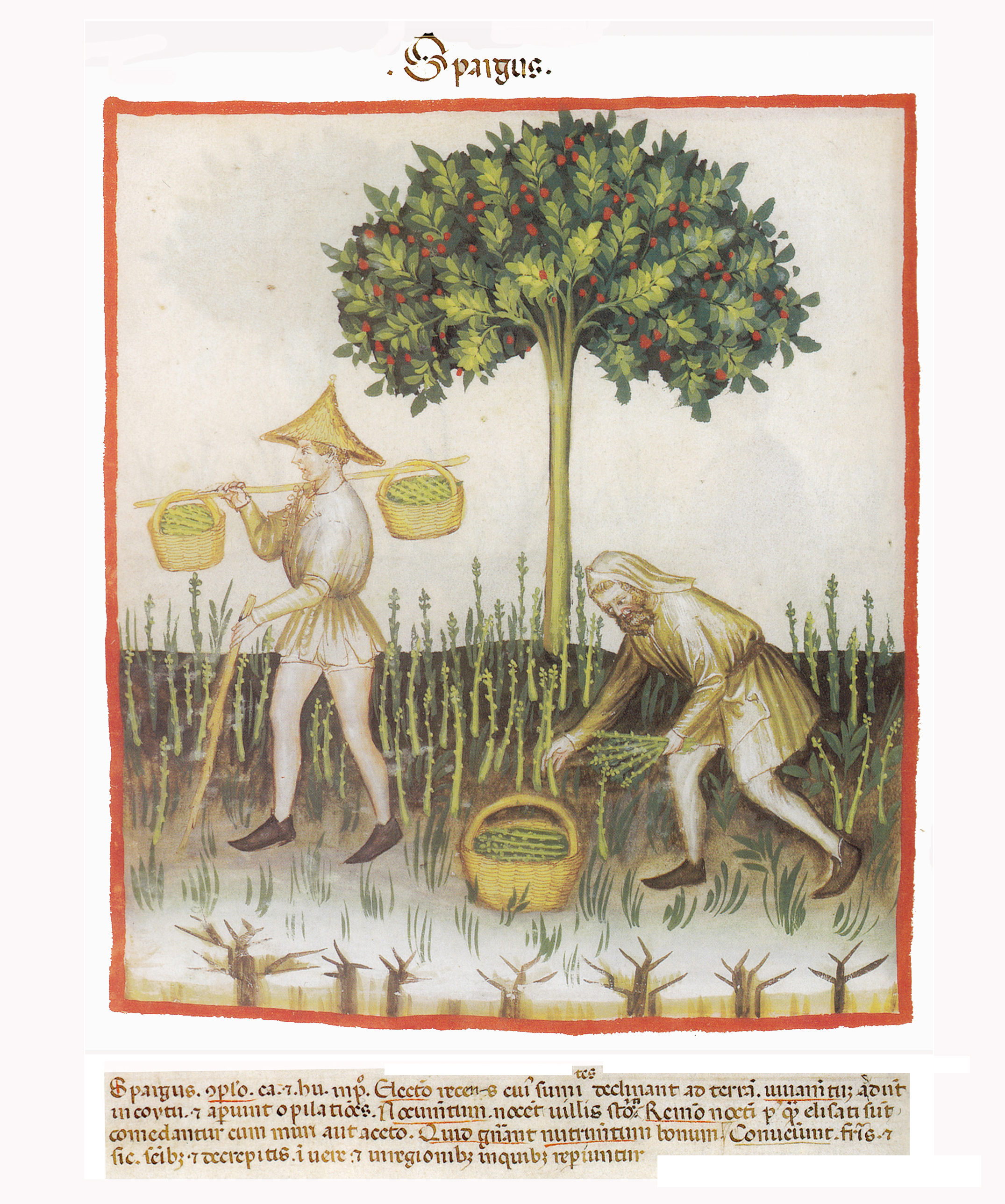
..... Abdul ibn Butlan..... ..... 14. Jahrhundert
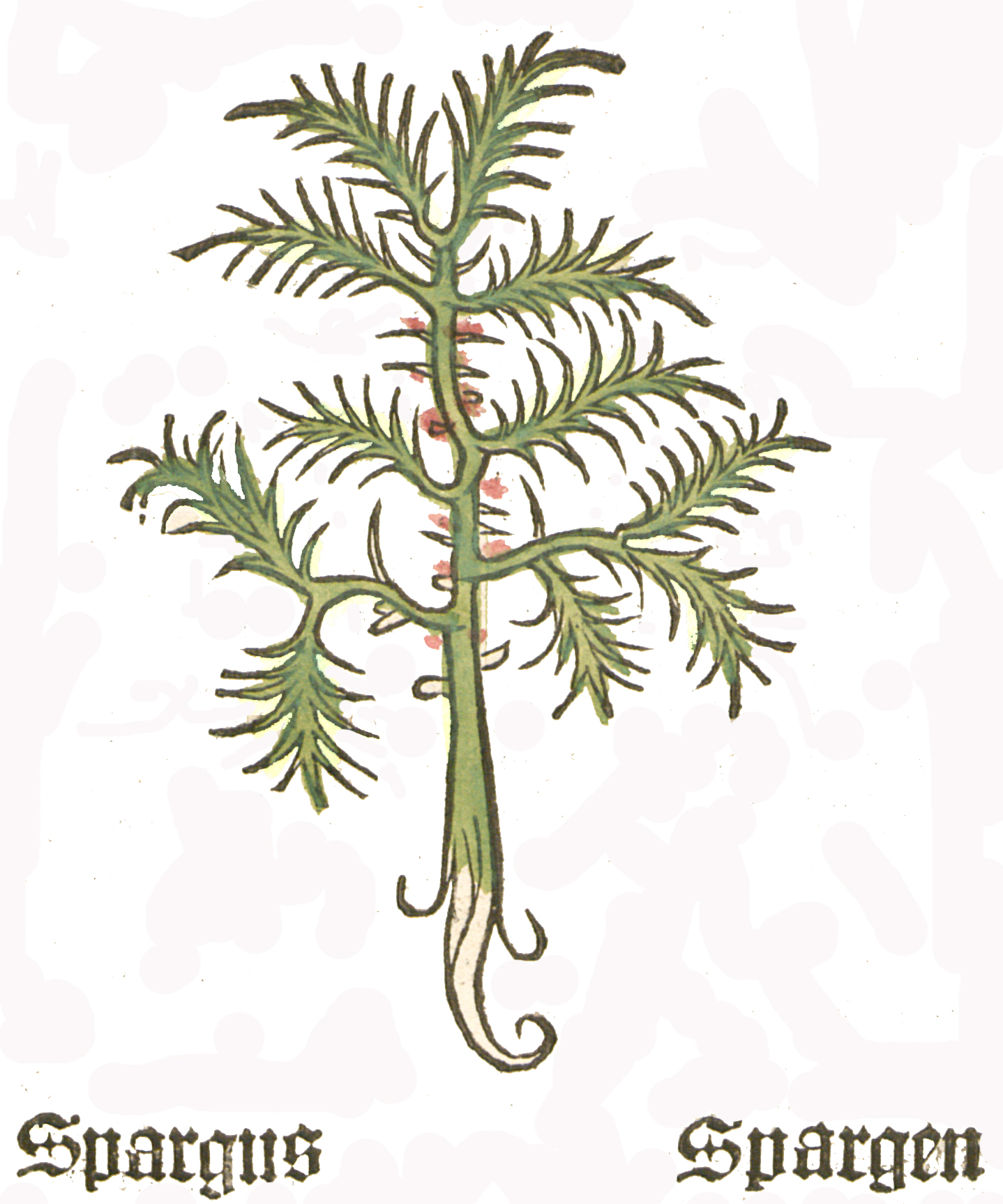
… Herbarius Moguntinus .......... Mainz 1484.....
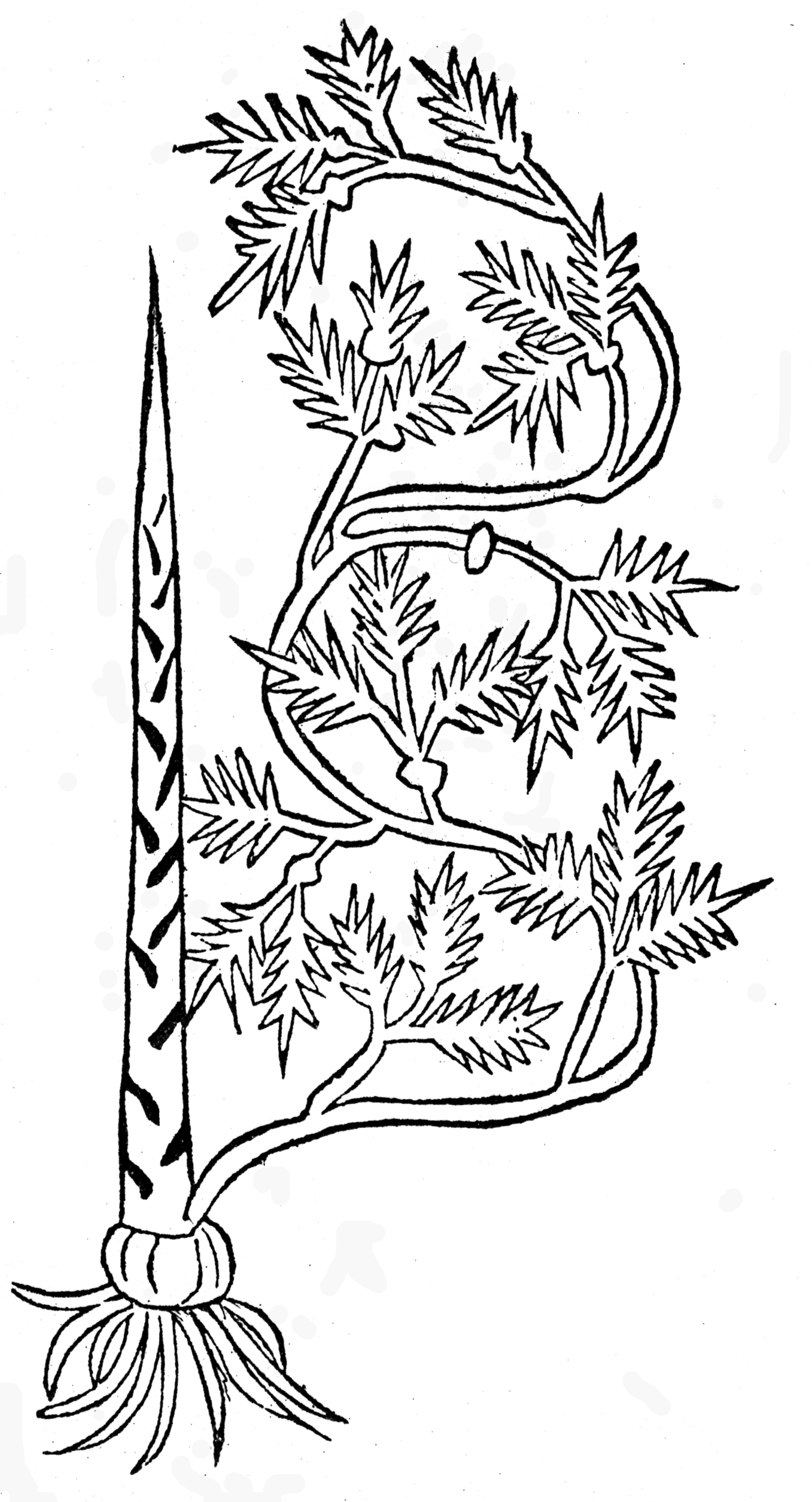
… Gart der Gesundheit ......... Mainz 1485
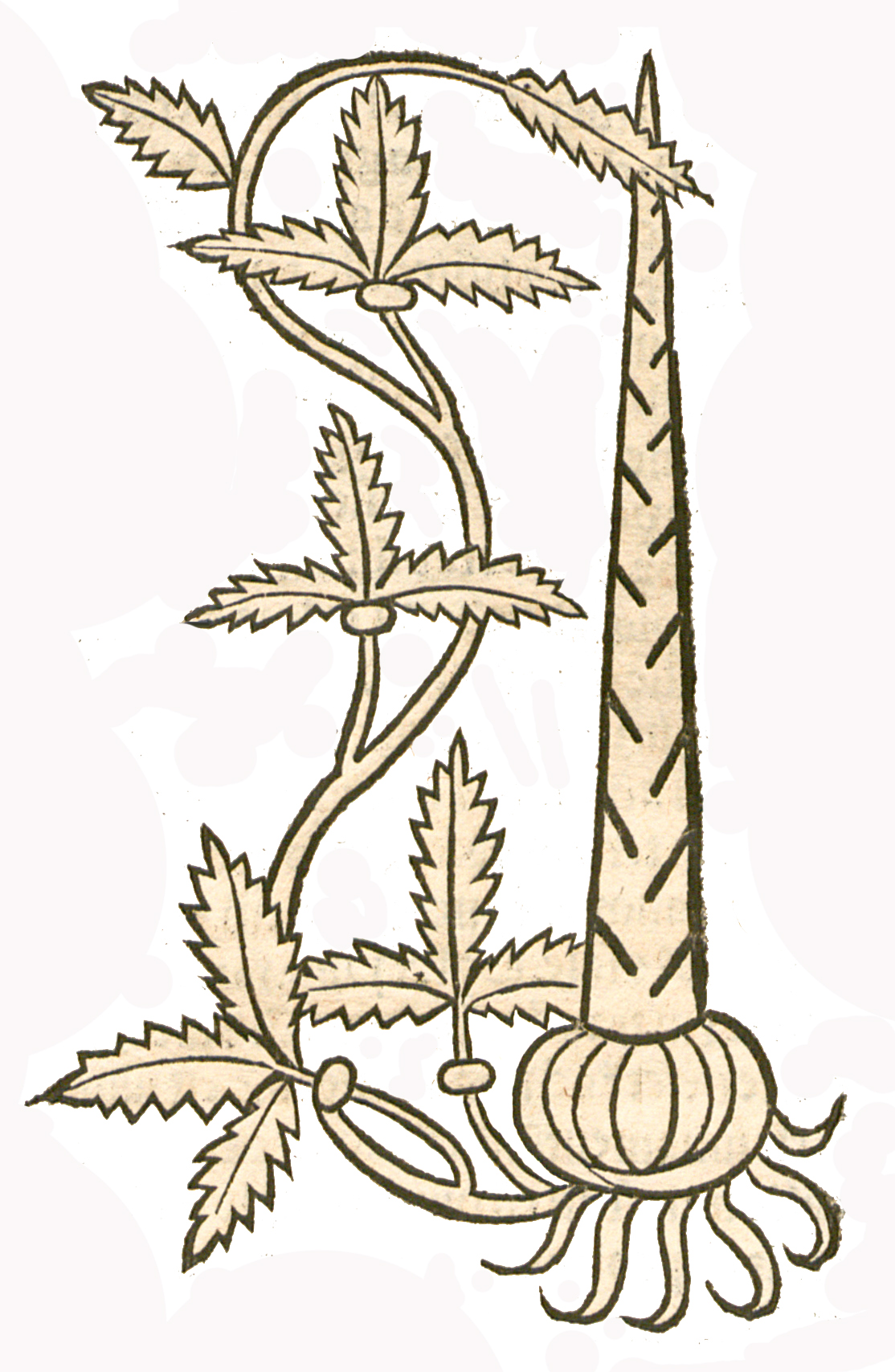
......Hortus sanitatis .......... Mainz 1491
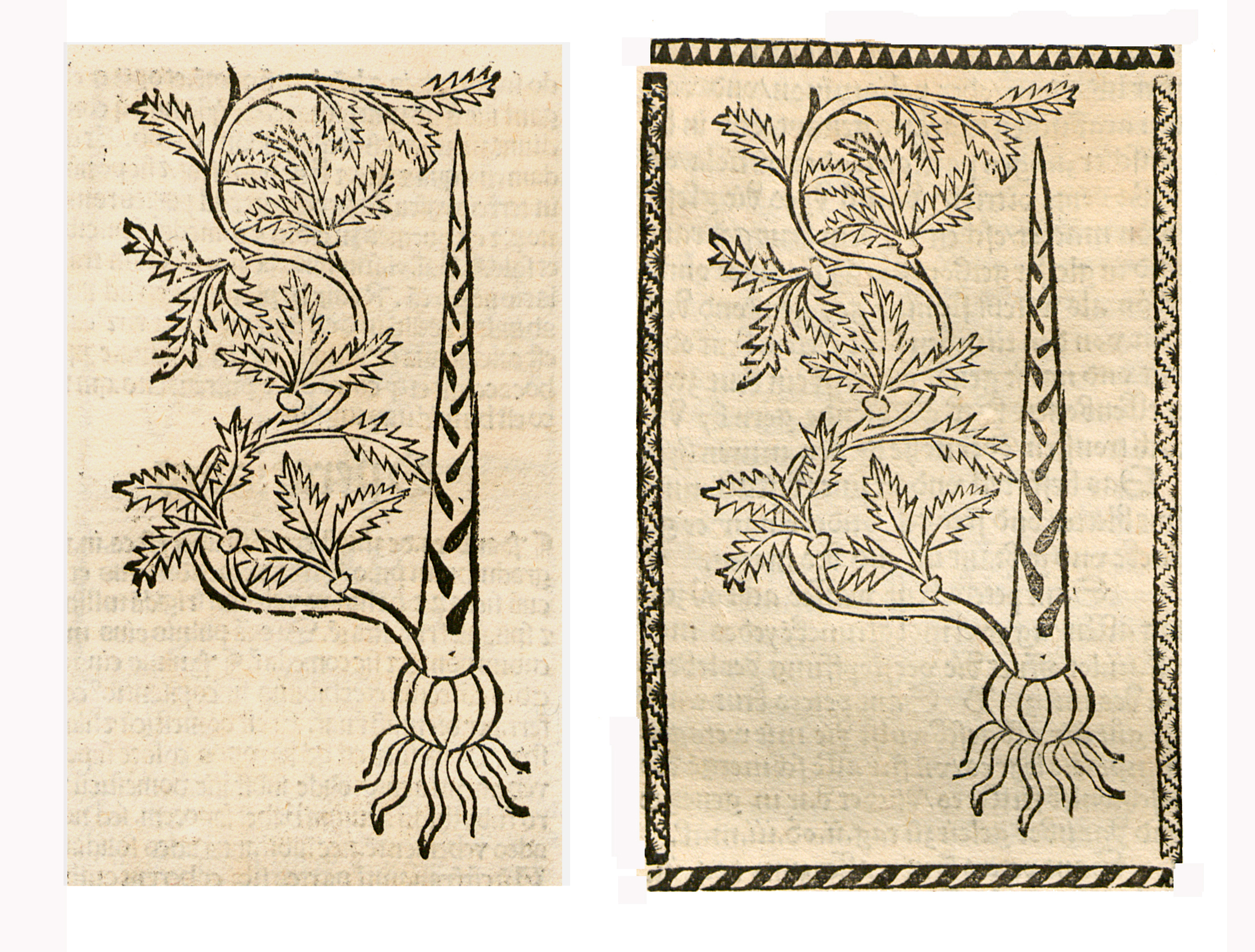
Li.: Hortus sanitatis 1497. Re.: Kleines Destillierbuch 1500
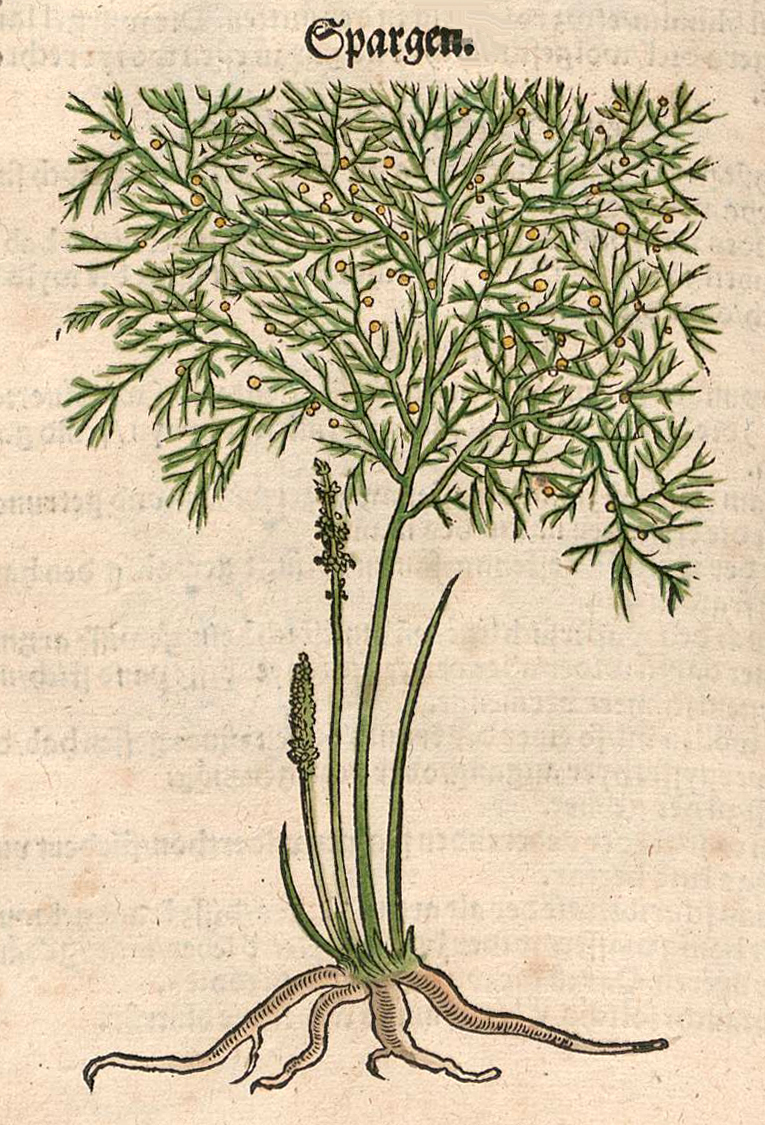
Otto Brunfels 1537
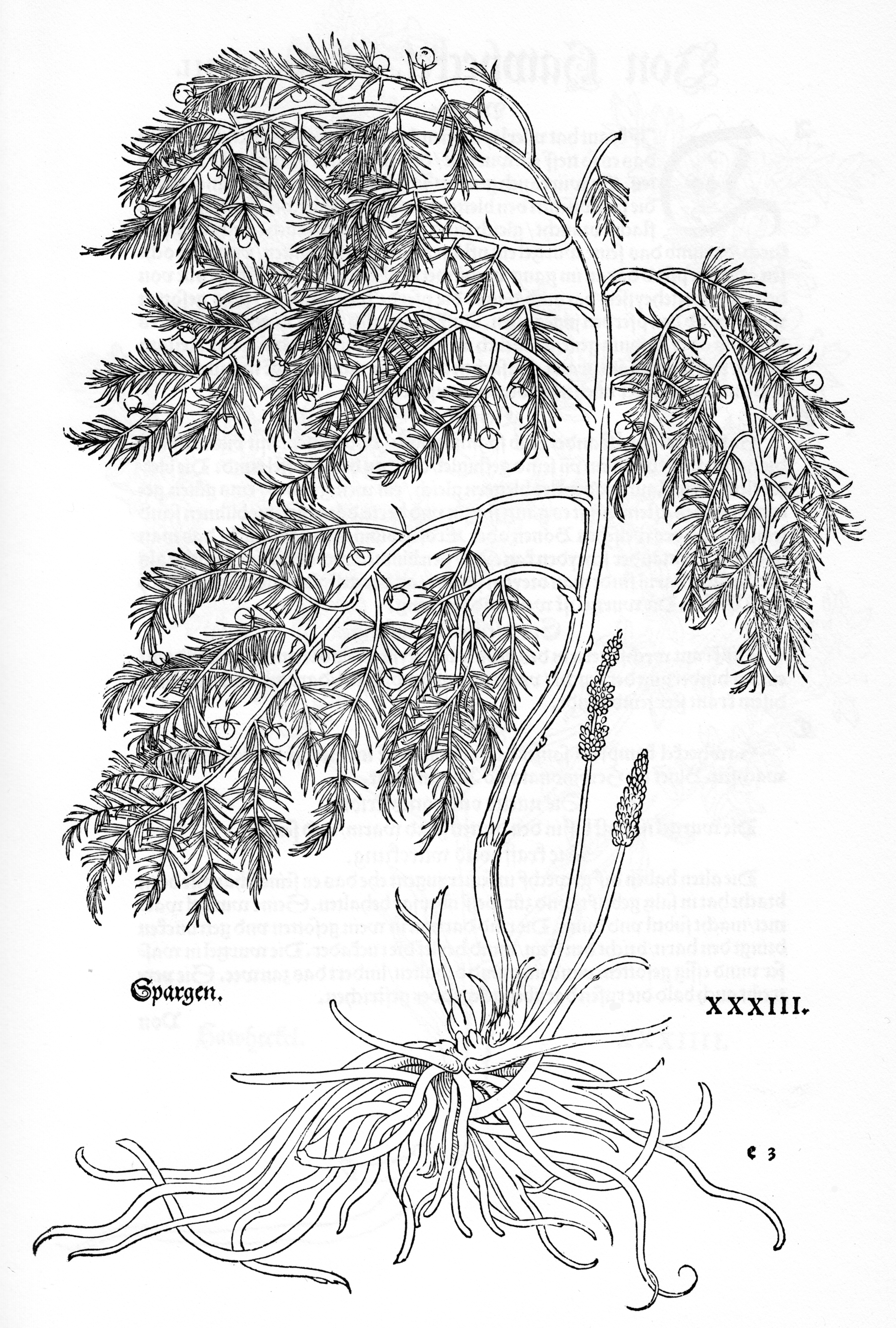
Leonhart Fuchs 1543
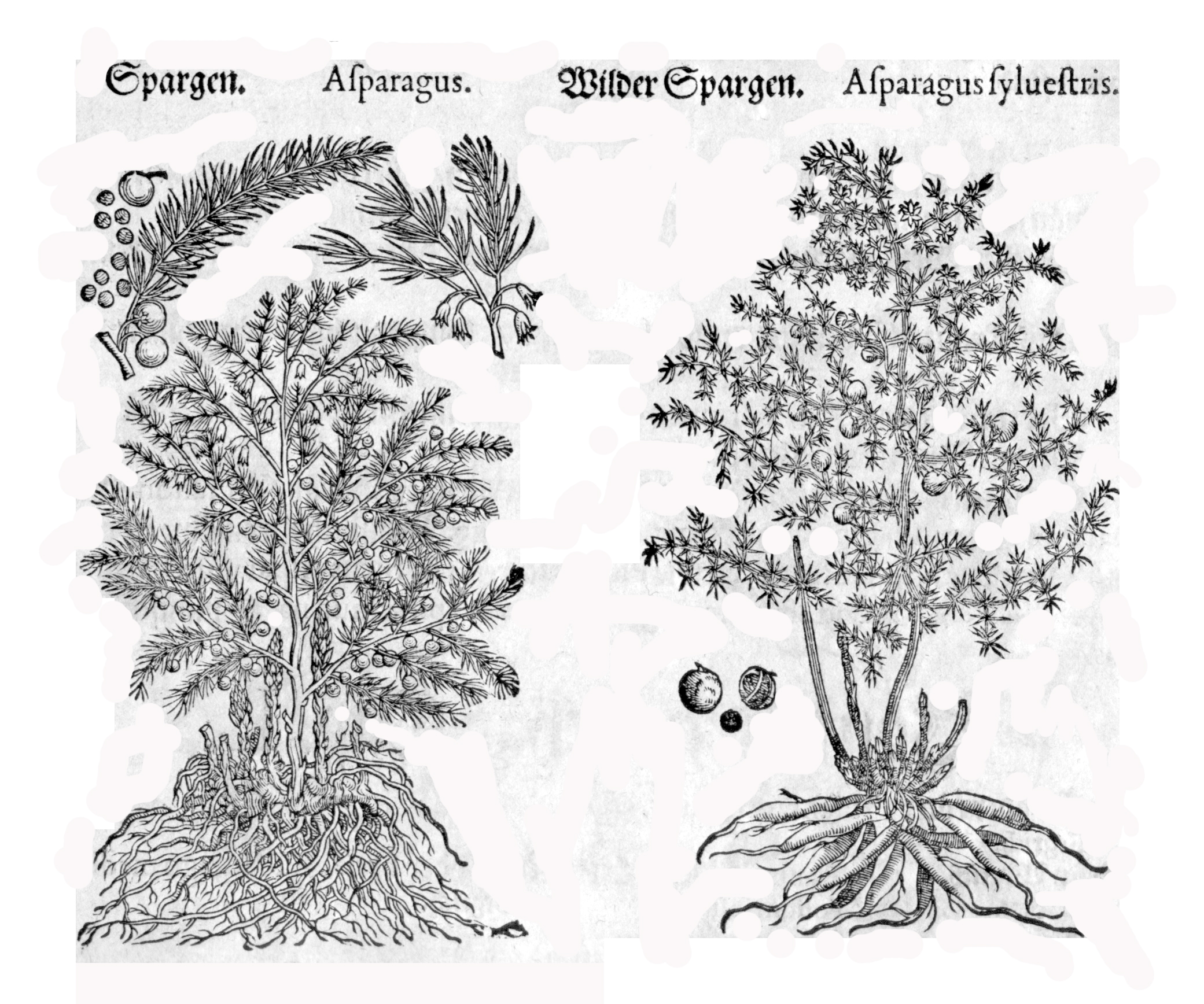
Tabernaemontanus 1588